# Recife
Recife és la capital de l'estat de Pernambuco. Està situada en el litoral de l'oceà Atlàntic, en la regió nord-est del Brasil. Té una població d'1,65 milions d'habitants (la 9a més populosa) i una superfície de 218 km². El seu PIB és de 51.860 milions de reals, el 13è més alt del país.
Recife va ser fundada el 1537, sent la més antiga de les 26 capitals d'estat. La ciutat d'Olinda, que se situa a la Gran Recife, havia estat fundada dos anys abans i va ser la primera capital de la capitania de Pernambuco. La seva població arriba als 4,05 milions si es computa la seva conurbació. La Regió Metropolitana de Recife (RMR) és la més poblada de la regió Nord-est i la cinquena de tot el Brasil.

## Etimologia
Recife, així com la seva forma antiga arrecife, prové del mot àrab ár-raçif: escull, dic, moll o camí de pedres. El topònim li ve donat per l'accident geogràfic que es troba al llarg de la costa de la ciutat. El primer registre del nom és un document datat el 1532, que fa referència al port natural, anomenant-lo Barra dos Arrecifes (voral dels esculls). Quan s'establiren els primers colons el 1537, es va dir Ribeiro do Mar dos Arrecifes dos Navíos. A partir de 1709, el seu nom oficial va ser Vila de Santo Antônio do Recife i el 1823 va rebre el seu nom actual.
En portuguès, el nom de la ciutat va precedit de l'article definit masculí singular "o" (excepte al començament d'una frase). Succeeix el mateix amb ciutats com Porto i Rio de Janeiro.

## Història

### Primers pobladors i colonització portuguesa
Al voltant de l'any 1000, els indis tapuias ocupaven la regió on se situa l'actual Recife. Els tupis, que arribaren procedents de l'Amazònia, van envair el territori i va expulsar els tapuias cap a l'interior del continent. Quan els portuguesos arribaren a Amèrica l'any 1500, els pobladors pertanyien al poble dels caetés.

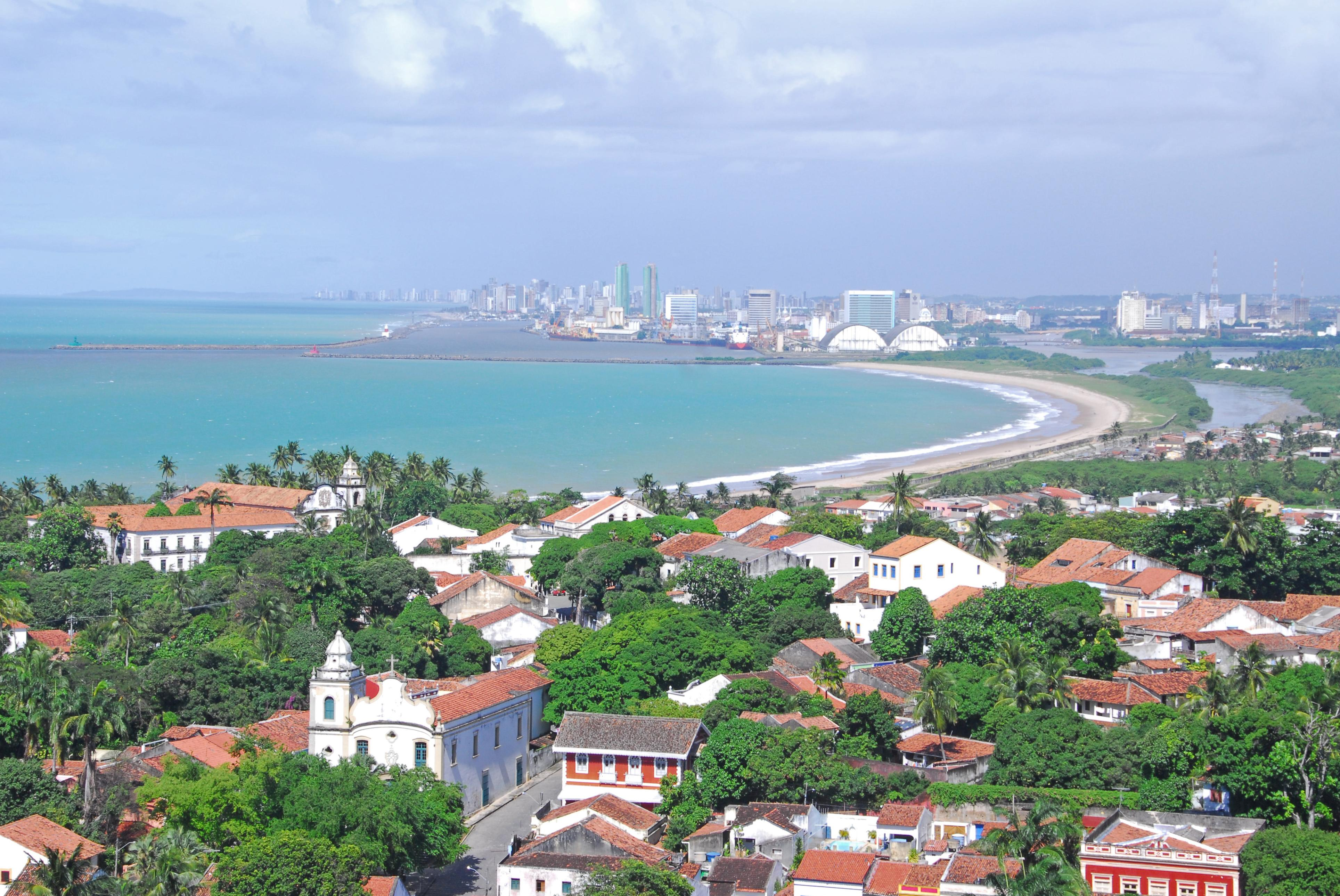
El centre històric d'Olinda en primer pla, amb el modern Recife al fons.

L'actual àrea metropolitana de Recife va ser l'escenari d'alguns dels primers fets històrics del Nou Món: el 26 de gener de 1500 es donà el primer contacte visual amb el cap de Santo Agostinho, per part de Vicente Yáñez Pinzón; el 1516 s'establí a l'illa d'Itamaracá el primer Governador de les Parts del Brasil, Pero Capico, qui, allà mateix, hi va construir el primer ingeni sucrer del Brasil colonial. Va ser el primer port d'esclaus d'Amèrica.
L'origen de Recife va íntimament lligat al del contigu municipi d'Olinda. En la carta foral d'Olinda, concedida per Duarte Coelho el 1537, ja hi ha una referència a Arrecife dos Navíos, un poblat de pescadors situat al sud. Olinda estava situada, estratègicament, en una zona alta de turons, que facilitava la seva defensa. Allà era on residia la burgesia de l'època, mentre que Recife era el seu port principal, que havia de ser protegit amb empallissades davant l'amenaça dels pirates i corsaris, atrets per la riquesa de la Capitania de Pernambuco.

### Saqueig de Recife (1595)

L'Almirall James Lancaster.

A finals del segle xvi tingueren lloc dos esdeveniments importants: la Unió Ibèrica, que va aglutinar tots els territoris dels regnes d'Espanya i Portugal sota una mateixa bandera (1580–1640) i la Guerra angloespanyola (1585–1604), en la que totes dues potències lluitaven per l'hegemonia naval a Europa i Amèrica.
En el marc d'aquesta guerra, Londres es va fer amb informació detallada sobre les colònies brasileres. A partir de les dades obtingudes, la marina britànica va formar l'Expedició Pernambucana de Lancaster, que va arribar el març de 1595 a Recife. Va saquejar el port i van derrotar els contraatacs hispanoportuguesos. El botí extret (sucre, pau-brasil, cotó i altres mercaderies d'alt valor) va ser de tal magnitud, que Lancaster va haver de llogar vaixells francesos i holandesos per poder transportar-ho tot a Anglaterra.
A partir de llavors, Pernambuco va organitzar dues companyies armades, de 220 soldats cadascuna, encarregades de defensar Olinda i Recife. Des de la dècada de 1620, amb l'agreujament de la guerra neerlandoportuguesa, el governador Matias de Albuquerque (parent del virrei de l'ïndia) va invertir en reforçar les fortificacions costaneres dels municipis.

### Invasió neerlandesa

#### Nova Holanda

Extensió del Brasil neerlandès.

Les Províncies Unides portaven des de principis del segle xvii saquejant la costa brasilera, especialment a Bahia. El 1621 es va fundar la Companyia Neerlandesa de les Índies Occidentals, que rebé el monopoli orange del comerç a les Amèriques i Àfrica Occidental. El bloqueig espanyol sobre el comerç neerlandès va provocar l'interès d'aquests per llançar una campanya militar per tal d'establir-se al Brasil. L'atac es va centrar en Pernambuco: assaltaren i cremaren Olinda i capturaren Recife l'any 1630. Van estendre els seus dominis cap al nord, formant la colònia de Nova Holanda, que mantingueren militarment fins al 1654. El 1661, les Set Províncies van reconèixer la sobirania portuguesa sobre el Brasil neerlandès en el Tractat de la Haia.

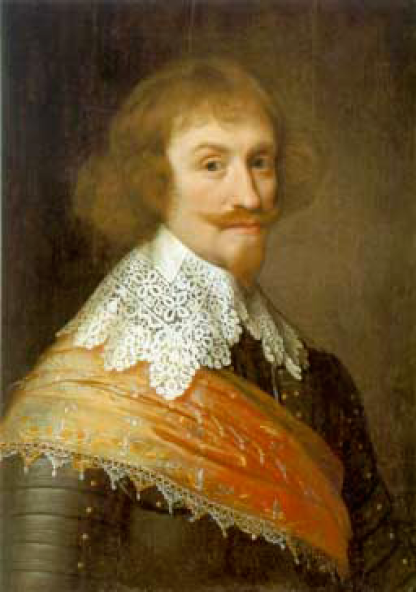
Johann Moritz von Nassau-Siegen, governador de Nova Holanda.

La colònia va ser governada pel comte Joan Maurici de Nassau-Siegen entre 1637 i 1644. Radicat a Recife, que sota el domini neerlandès es digué Mauritsstad o Ciutat Maurícia, va propiciar un ràpid creixement per la localitat. Va instal·lar ponts, dics i canals, va construir edificis emblemàtics com el Palau de Friburg (dotat amb el primer observatori astronòmic de l'hemisferi sud), va aixecar el primer far i el primer jardí zoobotànic d'Amèrica. Va promulgar la llibertat de culte, permetent conviure calvinistes i catòlics i acollint una important comunitat jueva, que va edificar la primera sinagoga en el continent, la Kahal Zur. Va atraure pintors, naturalistes i metges i a la ciutat van ser encunyades les primeres monedes brasileres.

#### Insurrecció Pernambucana
Nassau va ser despatxat l'any 1644, ja que els dirigents de la WIC creien que els rendiments obtinguts estaven per sota del previst. Les mesures imposades pels nous dirigents de la colònia van trobar el rebuig unànime dels locals. 18 líders es van reunir a l'Ingeni de Sant Joan el 15 de maig de 1645 i van acordar les bases per lluitar contra el domini centreeuropeu.
Se succeïren els alçaments brasilers, sent el més important i decisiu la batalla de Guararapes (1648-1649). Involucrat en la primera guerra anglo-holandesa, el govern de La Haia no va poder enviar reforços al Brasil neerlandès, el que va ser aprofitat per Lisboa per enviar un gran esquadró naval i executar l'atac definitiu sobre Ciutat Maurícia, que tingué lloc el 15 de gener de 1654. El dia 26, els holandesos van signar la rendició.

### La intransigència pernambucana
Des de la sortida dels neerlandesos, Pernambuco va haver de fer front a la reconstrucció de Recife i Olinda, que van quedar molt malmeses després dels anys de guerra, especialment durant el setge i l'atac final de gener del 1654. L'economia al nord i nord-est del Brasil va seguir durant molts anys lligada a l'extractivisme: canya de sucre, espècies i cotó, fins que a finals del segle xviii s'inicià el cicle de l'or, el que va comportar el desplaçament del centre de poder econòmic i polític cap a Rio de Janeiro.
Recife, com tot Pernambuco, sempre va ser una regió altiva, que demostrava vehementment el rebuig a les ingerències dels capitosts, ja vinguessin de part del Governador de la Capitania, de la capital colonial (Salvador o Rio) o directament des de Lisboa. Així, se succeïren escàndols, revoltes i insurreccions:

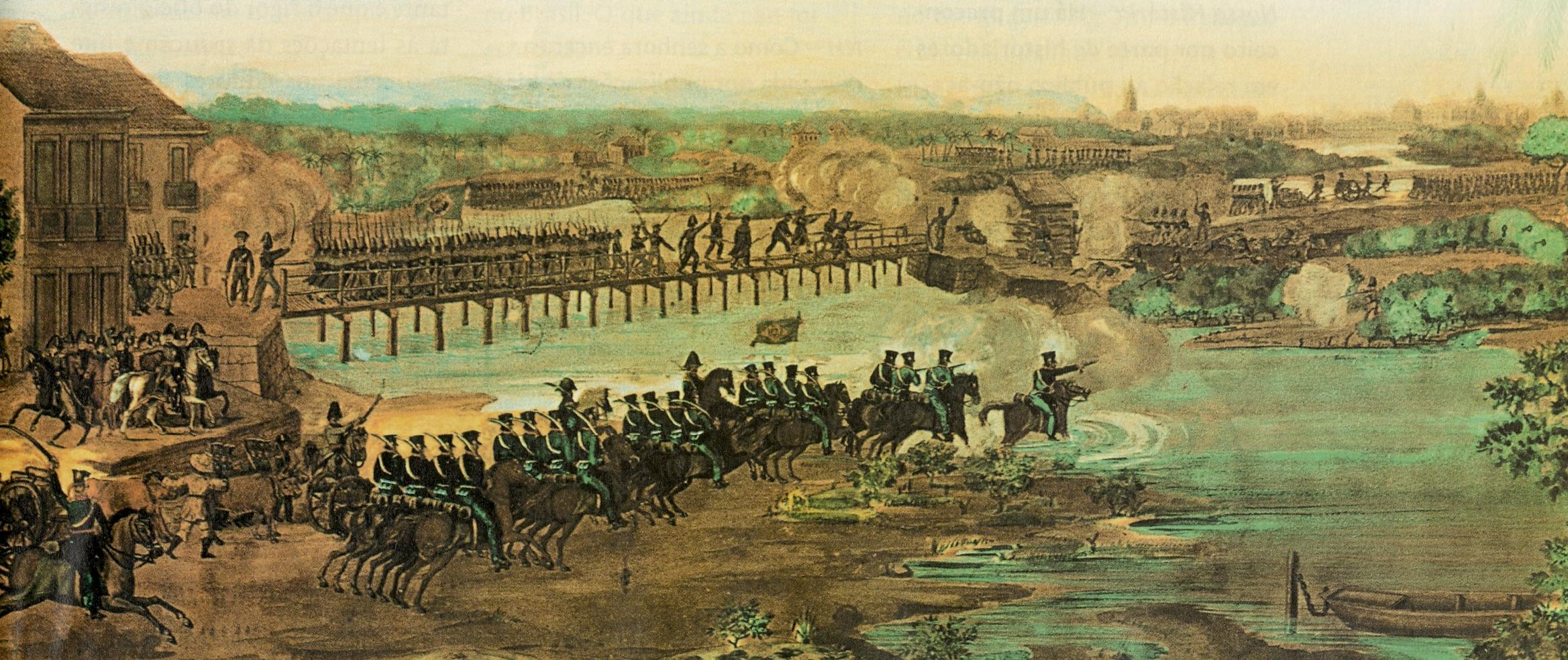
L'exèrcit imperial ataca les tropes de la Confederació de l'Equador (Recife, 1824).

- La Conjura de Nosso Pai (1666), on el poble va engarjolar i extradir a Portugal al Governador Jerônimo de Mendonça Furtado "o Xumbergas".[30]
- Guerra dels Mascates (1710-1711), on els terratinents d'Olinda s'oposaren a la formalització de Recife com a Vila independent, on residia una nova burgesia formada per comerciants, coneguts com mascates.[31]
- La Revolució Pernambucana (1817), en protesta al repunt absolutista de la corona del Regne Unit de Portugal, el Brasil i l'Algarve i les ingerències del Parlament de Lisboa en el funcionament del Brasil (que des de 1815 havia deixat de ser una colònia).[32]
- La Convenció de Beberibe (1821) va suposar la independència de facto de Pernambuco i l'expulsió de l'exèrcit portuguès. Va ser el tret de sortida de la Guerra d'Independència del Brasil (1821-1825).[33]
- La Confederació de l'Equador (1824), on Pernambuco va liderar una revolta novament contra la deriva absolutista de Pere I del Brasil i contra els intents lisboetes d'acordar la reunificació de l'imperi, després de la Declaració d'Independència del Brasil de 1822.[34]
- La Revolució Praieira (1848-1850) va reclamar a l'emperador Pere II del Brasil que limités els privilegis dels latifundistes, traspassés competències al govern de la Província i implantés mesures liberals, tals com la llibertat de premsa, sufragi universal i diferents reformes del poder judicial.[35]

### Del Segle XX a l'actualitat

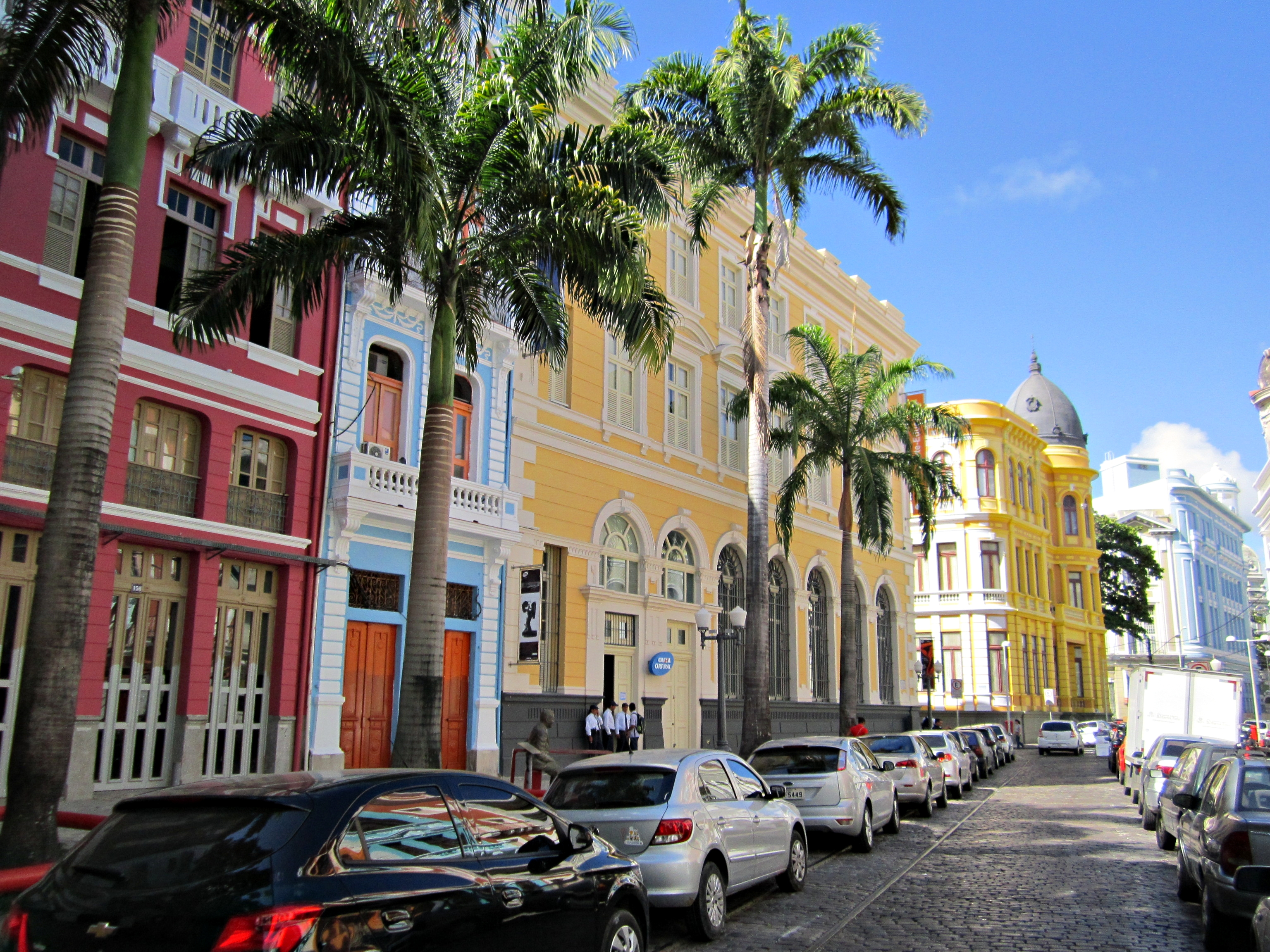
Carrer Bom Jesus, mostra de la Belle Époque recifenc.

Les primeres dècades després de proclamar-se la República, Recife va patir una reurbanització, que va portar a l'enderrocament de gran quantitat d'immobles per tal de construir-hi amples avingudes, a l'estil francès.
L'any 1930 va tenir lloc un fet cabdal en la història contemporània del país: el dia 26 de juliol va ser assassinat en la pastisseria Glória el polític João Pessoa, governador de Paraíba. Aquest s'havia presentat com a número 2 de Getúlio Vargas en les eleccions presidencials, que havien perdut mesos abans sota acusacions de frau electoral. El magnicidi va comportar l'inici de la Revolució de 1930, que va concloure amb l'anul·lació dels resultats electorals i l'arribada al poder de Vargas, iniciant així una dictadura coneguda com Era Vargas.
Recife va ser testimoni dels primers treballs del paisatgista modernista Burle Marx als anys 30. En la dècada del 1950 va viure un boom demogràfic, amb l'arribada de milers de pobladors que formaren les primeres favelas de la ciutat. El 1966 es va produir un altre atemptat, aquest cop a l'aeroport de Recife, dirigit al President Arthur da Costa e Silva, que es va saldar amb dos morts i catorze persones ferides.
El municipi Abreu e Lima, en la regió metropolitana, va ser el primer del Brasil en acollir una manifestació del moviment Diretas Já!, que reclamava el final de la segona dictadura militar i la convocatòria d'eleccions democràtiques.

## Geografia

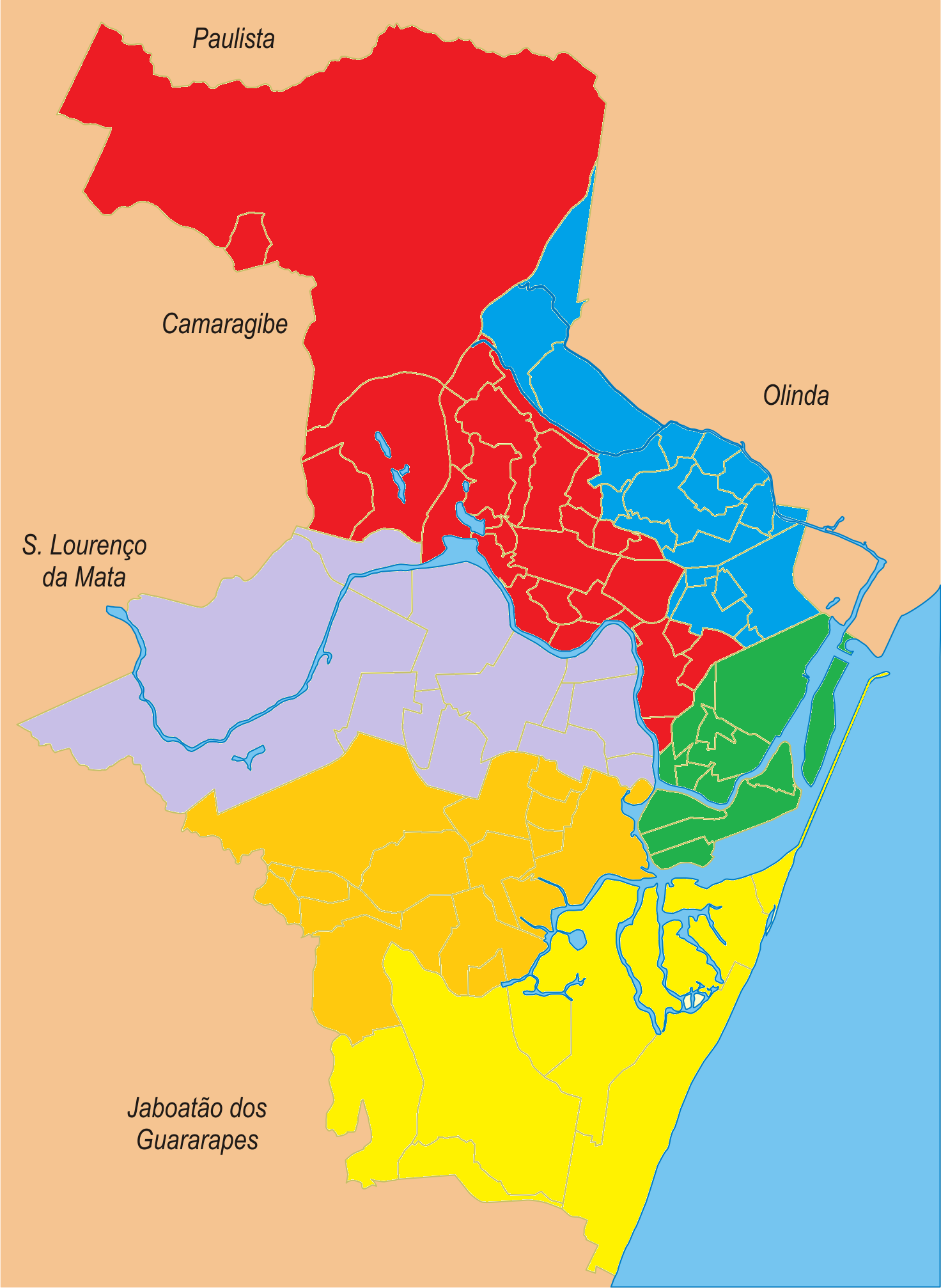
Regions de Recife i poblacions limítrofes.

Conforme a la divisió regional vigent des de 2017, instaurada per l'Institut Brasiler de Geografia i Estadística, el municipi pertany a les Regions Geogràfiques Intermèdia i Immediata de Recife. En l'extinta classificació anterior, la ciutat formava part de la microrregió de Recife i de la mesorregió Metropolitana de Recife.
El terme municipal fa frontera amb Jaboatão dos Guararapes, al sud i oest; São Lourenço da Mata i Camaragibe, a l'oest; Paulista i Olinda a l'oest i nord. L'àrea d'influència de Recife s'allarga fins als estats veïns d'Alagoas, Paraíba i Rio Grande do Norte.

### Relleu

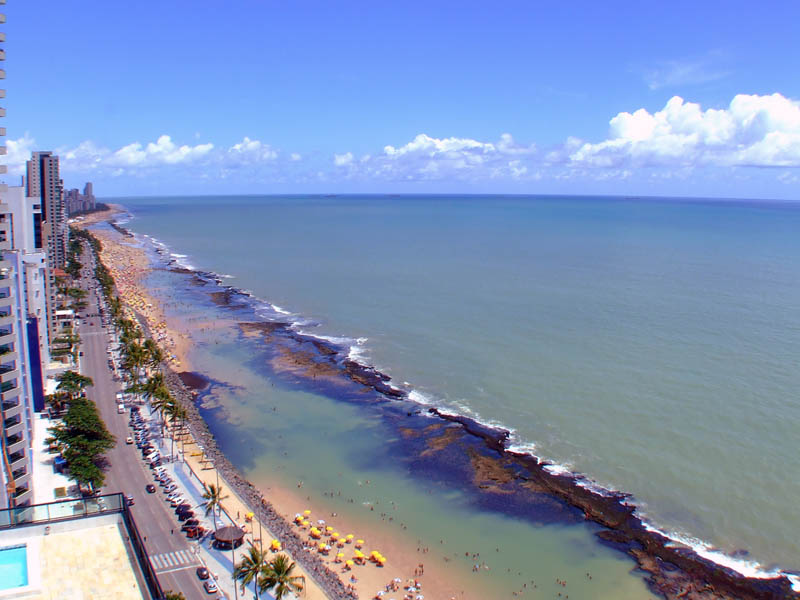
Esculls de la platja de Boa Viagem.

La ciutat està situada sobre una plana al·luvial fluviomarina, constituïda per illes, penínsules, aiguamolls i manglars, envoltats per cinc rius: Beberibe, Capibaribe i Tejipió, més els diferents braços del Jaboatão i el Pirapama. El terreny està circumdat per turons, que formen un arc que s'estén d'Olinda a Jaboatão dos Guararapes. La línia de costa presenta una barrera longitudinal d'esculls de roca arenosa, a pocs metres de la platja.
L'altura mitjana sobre el nivell del mar és de 4 metres, però hi ha algunes zones del municipi que es troben per sota del nivell del mar. La superfície del municipi es divideix en: 67,43% de turons, 23,26% de planes i 9,31% d'aiguamoll. Un 5,58% del terreny està catalogat com zona especiai de preservació ambiental.

### Hidrografia
Recife es coneix com la "Venècia brasilera", gràcies a la seva semblança fluvial. Farcida de rius i ponts, està plena d'illes i manglars que magnifiquen la seva geografia. Aquí s'ajunten els rius Capibaribe i Beberibe, que desaigüen a l'oceà Atlàntic. La ciutat té dotzenes de ponts, entre ells el més antic del Brasl, el pont Maurício de Nassau.

### Clima

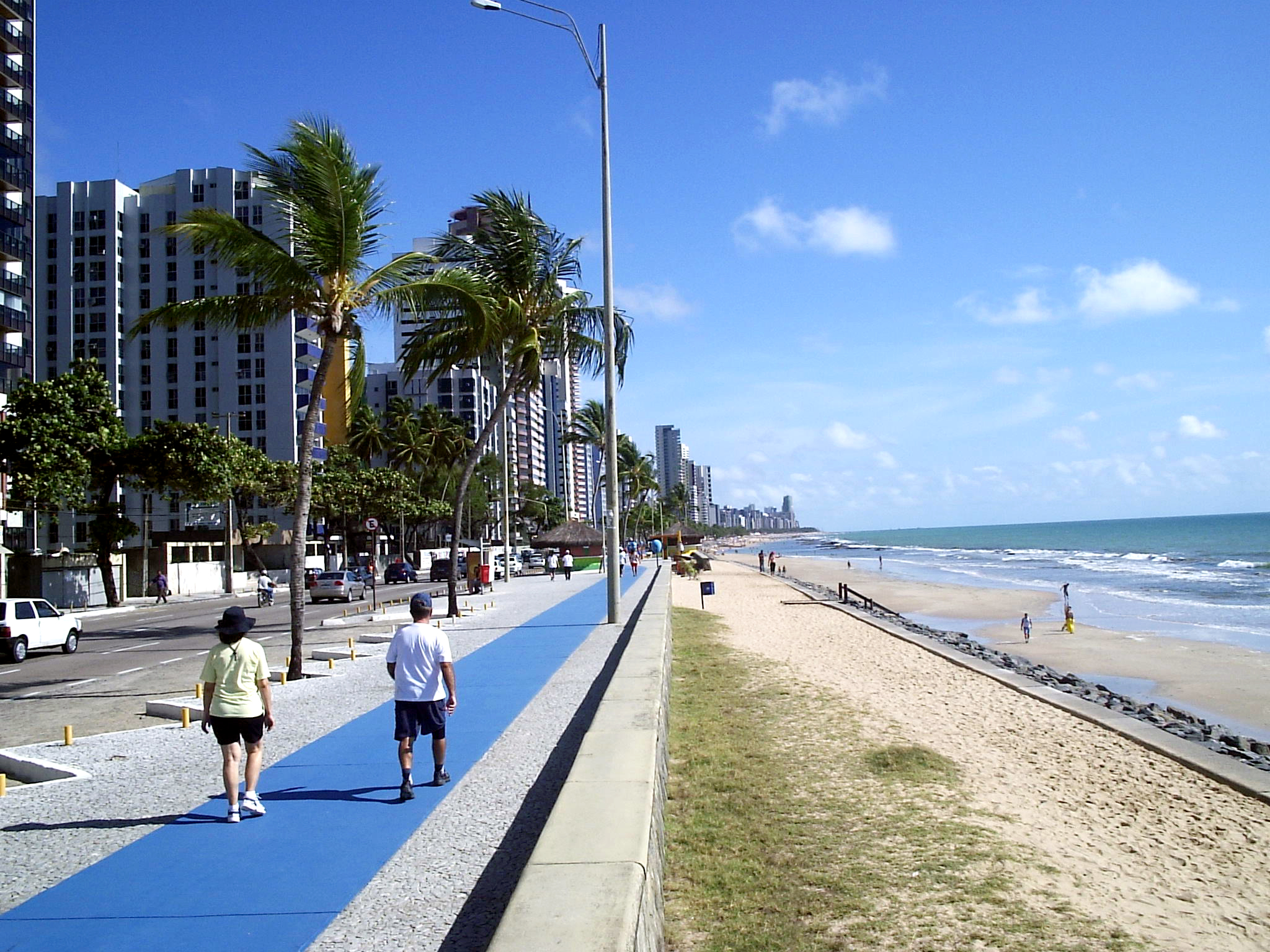
Platja, avinguda i barri de Boa Viagem.

Recife té un clima tropical amb una humitat relativa elevada. Presenta equilibrades temperatures durant tot l'any, a causa de la proximitat al mar. Gener té les temperatures més altes, amb un màxim de 30 °C i mínimes de 25 °C, amb molt de sol. Juliol té les més baixes, amb un màxim de 27 °C i mínima de 20 °C, hi ha moltes precipitacions. La temperatura mitjana anual és de 25,2 °C.
Els registres històrics, que es conserven des de 1961, indiquen que la menor temperatura registrada va ser de 15 °C el dia 2 de setembre de 1965, repetida el 4 d'agost de 1999. La temperatura màxima és del 21 de març de 1988, amb 35,1 °C. El rècord de pluja és de l'11 d'agost de 1970, amb 335,8 mm en 24 hores. El 19 de juliol de 2005 es registraren ventades que arribaren als 22,5 m/s.

### Zones verdes
Diverses zones del municipi són manglars. Els principals estan situats prop del riu Capibaribe, a la zona sud i també al límit amb Olinda. Amb una superfície de 215 hectàrees, el Parque dos Manguezais, propietat de l'Armada brasilera, es troba entre els barris de Pina, Boa Viagem i Imbiribeira, i està banyat pels rius Jordão i Pina. És la reserva urbana de manglars més gran d'Amèrica i una de les més grans del món. Inclou les illes de Deus, São Simão i das Cabras.
El Parc Estatal de Dois Irmãos és el parc més gran de la ciutat. Està format també per un hort, jardí botànic, zoològic i reserva ambiental. Com a parc, Dois Irmãos ofereix una varietat d'activitats i d'oci per a adults i nens, fomentant l'interès per la conservació del medi ambient. De les seves 384,42 hectàrees, 350,10 són reserves ambientals.
El bosc de l'Ingeni Uchôa (Mata do Engenho Uchôa), a la zona sud, és un refugi de vida silvestre de 20 hectàrees i una àrea de protecció del medi ambient de 192 hectàrees.Té 60 ha de manglars, de titularitat federal i es considera la unitat de conservació més completa de Recife. És l'única zona de Pernambuco que conté els tres biomes: manglar, restinga i bosc atlàntic. Va ser declarat d'utilitat pública l'any 2002.
El parc de la Jaqueira, situat al barri homònim, una zona residencial i de luxe de Recife, es va inaugurar l'any 1985 i reuneix dos espais diferenciats: el recinte històric, on es troba la Capella de Nossa Senhora da Conceição (Capelinha da Jaqueira) i la part dedicada a la pràctica d'activitats esportives, culturals i contemplatives. La capella va ser catalogada i restaurada a la dècada del 1970, sent emmarcada per un jardí de Burle Marx. El parc té carrils per córrer, patinar i fer ciclisme.
El parc 13 de Maig, situat entre els carrers Saudade, João Lira, Princesa Isabel i Hospício, al barri de Boa Vista, té una pista de running, un petit zoològic, un parc infantil i diversos monuments. Als seus voltants hi ha alguns edificis centenaris, com la Facultat de Dret de Recife (la primera del país) i la seu de l'Ajuntament. La construcció va començar l'any 1892, sota les ordres del governador Alexandre José Barbosa Lima. L'any 1939 va ser transformat en parc pel llavors alcalde Antônio Novaes Filho.
El Parc d'Escultures Francisco Brennand, situat al moll del barri de Recife, davant de la Plaça Marco Zero, es va inaugurar el desembre de 2000. L'espai va ser creat en commemoració del 500 aniversari del descobriment del Brasil, dintre del programa municipal "Vaig veure el món..., començava a Recife". El museu a l'aire lliure acull 90 obres que retraten misteris de l'artista de Pernambuco Francisco Brennand. S'hi poden veure diversos monuments de ceràmica, com ara sirenes, i diverses escultures de bronze, com pelicans. El més destacat de l'entorn és la Torre de Cristall, una torre de 32 metres d'alçada feta d'argila i bronze.
Altres parcs populars són el Jardí Botànic de Recife, el Parc Santana, el Sítio Trindade i el Parc Dona Lindu.

## Planejament urbà
L'espai públic ha sigut tractat, en moltes ocasions, amb desatenció. D’aquesta, han resultat espais qualitativament poc expressius, pobres des del punt de vista urbanístic i, freqüentment, poc atractius. A aquests problemes, se suma la pol·lució visual i acústica. A més, les places i zones verdes en bon estat tan sols es troben en els barris de major renda.

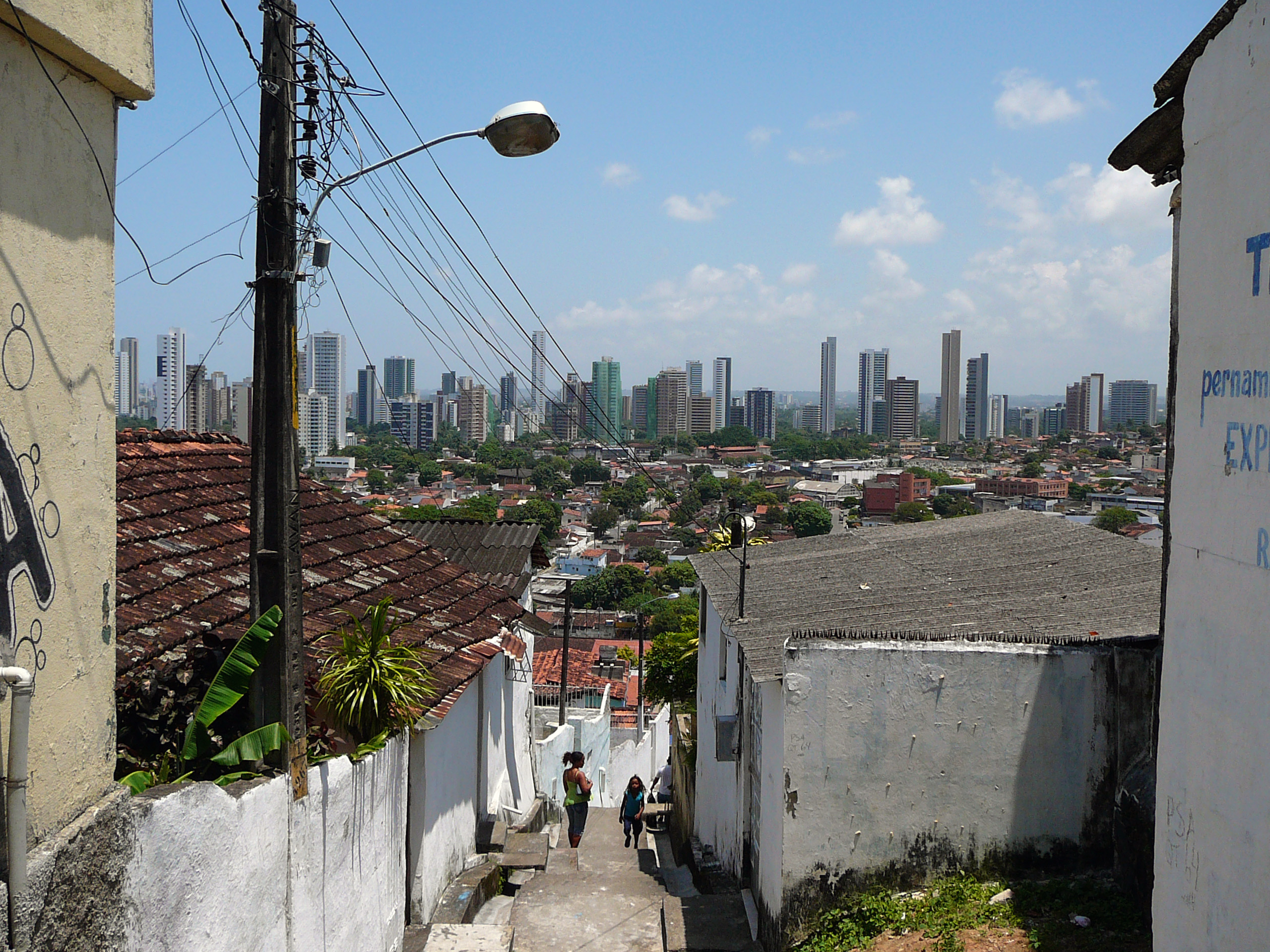
Contrast entre la barriada del Morro da Conceição, en primer terme i els gratacels de Boa Viagem, al fons.

El procés de verticalització s’ha intensificat en determinades àrees de la ciutat, com la Zona Sud, el marge esquerre del riu Capibaribe, en alguns punts de la riba dreta i en una part del Centre. El gran problema d’aquest creixement vertical és l’indiscriminat augment de la densitat de població d'aquests barris, sense que s’hagi tingut en compte el paisatge i les infraestructures urbanes.
La població més pobre, històricament, només ha tingut accés a terrenys urbans i alternatives d’habitatge a través de la ocupació irregular de la terra, creixent en zones amb perill d’esllavissades o situades als marges de rieres, en construccions de baixa qualitat i sense estar dotades de les instal·lacions essencials d’habitabilitat. Aquests habitatges conformen suburbis sense els serveis municipals mínims (escoles, centres mèdics, transport públic, etc.). L'ajuntament va iniciar als anys 2000 un programa de millores urbanístiques, ambientals, socioeconòmiques i culturals en aquests barris desfavorits.

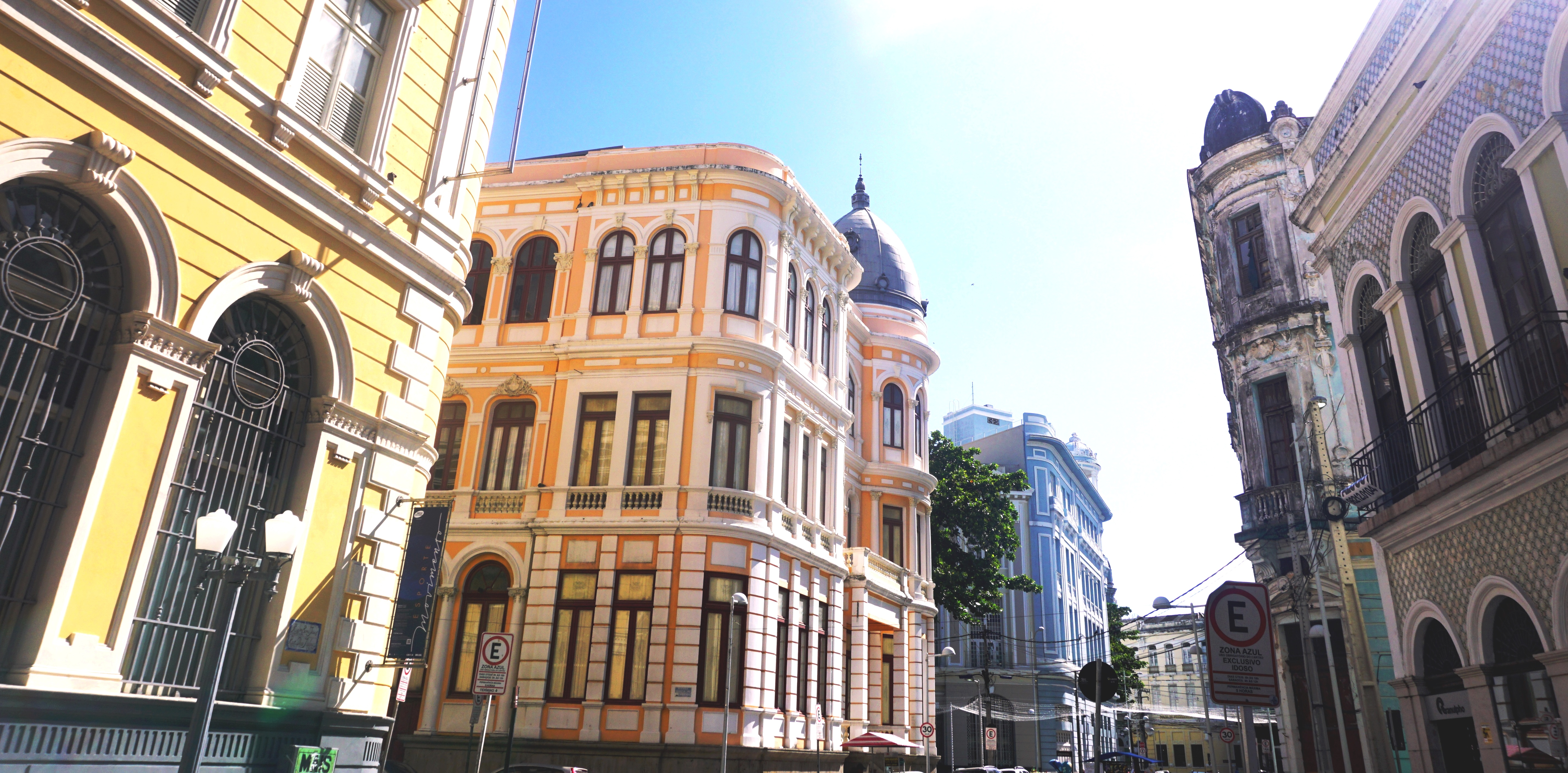
El conjunt arquitectònic del barri antic de Recife segueix en procés de rehabilitació.

La dinàmica de localització de les activitats comercials i industrials va viure, al llarg del temps, profundes transformacions. Fins a la dècada dels setanta, el centre acollia les principals activitats econòmiques i institucionals. Amb el sorgiment d’un dinàmic mercat immobiliari dirigit a les classes mitjanes, alguns barris de la Zona Sud i Nord es van convertir en àrees privilegiades per a aquestes inversions immobiliàries. Aquest procés va suposar la deslocalització del sector terciari d’alta gamma, del centre cap a aquests punts emergents i els seus eixos viaris. Simultàniament, l’activitat econòmica del centre va ser substituïda per un terciari destinat a rendes menors.
La decadència del centre històric de Recife és un fenomen compartit amb altres capitals brasileres, com Salvador, Rio de Janeiro o São Paulo. Amb tot, des de començaments del segle xxi, s'ha iniciat un procés de revitalització del centre, tant amb iniciatives privades com públiques.
Tota l'extensió territorial del municipi de Recife és catalogada com zona urbana, malgrat que encara perduren al cadastre immobles rurals i terrenys sense edificar (alguns, protegits per tractar-se d’aiguamolls), principalment en les proximitats dels grans eixos (BR-101, BR-232 i BR-408) o en els límits amb les poblacions veïnes.

## Riscos

### Tractament de residus
Recife va ser la tercera ciutat d'Amèrica del Sud en disposar d'una xarxa de tractament d'aigües residuals, després de Montevideo i Rio de Janeiro. No obstant això, avui dia, una part important de la seva població viu en condicions ambientals insalubres, la qual cosa afecta la qualitat de vida, especialment dels que viuen a les zones pobres de la ciutat. L'any 2010, la proporció de llars amb un sanejament bàsic adequat, és a dir, el percentatge de llars de Recife amb subministrament d'aigua potable, servei de recollida d'escombraries i connectades a la xarxa de clavegueram o amb una fossa sèptica, era del 59,8%. Aquesta xifra suposava un augment del 10% respecte al percentatge registrat l'any 2000. Les llars sense cap d'aquests tres serveis van suposar un 0,4% del total, en comparació amb el 0,9% de l'any 2000.

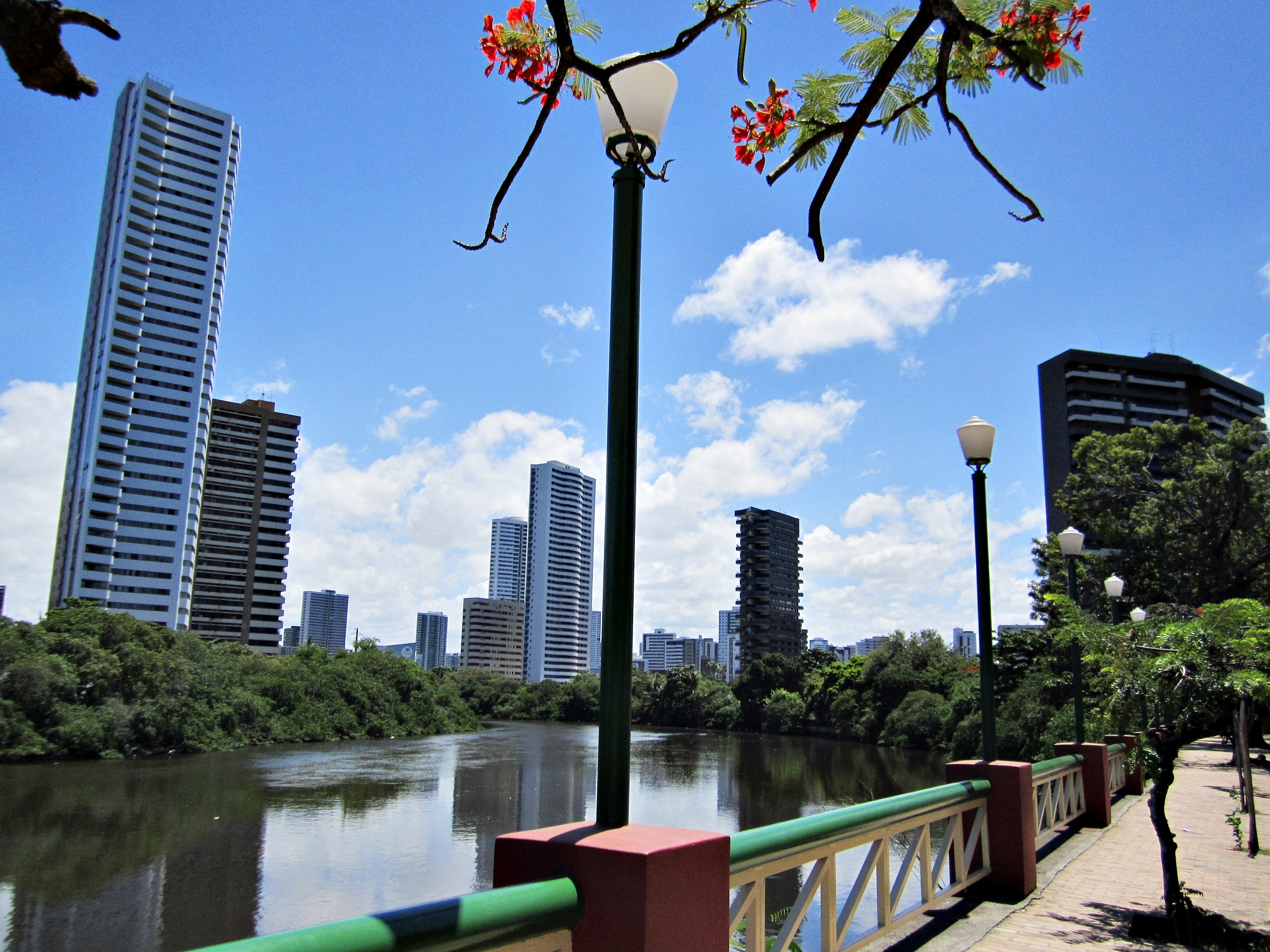
El Capibaribe és el 7è riu més contaminat del Brasil.

Les característiques peculiars de la ciutat, pel que fa a la seva geomorfologia, juntament amb un procés d'urbanització basat en l'ocupació de l'espai natural de l'aigua, apunten a una dificultat creixent per drenar les aigües pluvials. Aquesta circumstància sobrecarrega les estructures del sistema de drenatge i provoca, en molts casos, inundacions en els barris de menor elevació. L'eficàcia d'aquest macrosistema de drenatge es veu encara més reduïda per la deficiència del sistema de microdrenatge riu amunt, pels problemes d'agradació i per les condicions naturals d'una ciutat situada al nivell del mar. En el cas dels suburbis situats als turons, l'ocupació urbana desordenada s'ha anat realitzant sense tenir cura dels principis bàsics de drenatge. Es converteixen així en zones de risc per esllavissades, amenaçant així la vida dels residents.
El problema principal del tractament de residus sòlids a Recife segueix sent l'elevat cost de recollida i transport cap a l'abocador, situat al barri de Candeias, a Jaboatão dos Guararapes. D'altra banda, el municipi destaca per la seva capacitat per reciclar, situant-se en el cinquè lloc del rànquing de ciutats brasileres amb la millor taxa de recollida selectiva de residus sòlids urbans, amb una mitjana de 1,35 mil tones recollides al mes.

### Taurons

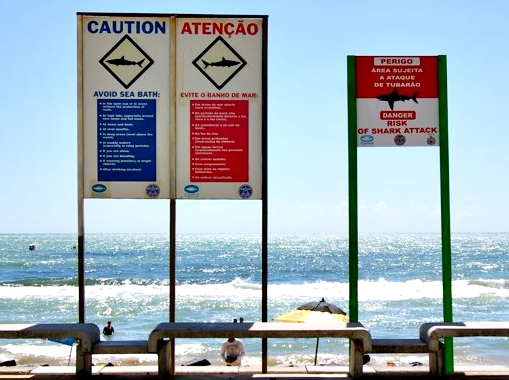
Rètols avisant del risc de taurons a la platja de Boa Viagem.

La major part de la platja de Boa Viagem està protegida per una barrera d'esculls naturals. Les autoritats no recomanen banyar-s'hi més enllà, per evitar atacs de taurons. A més, actualment està prohibida la pràctica de surf, kite-surf i altres esports aquàtics mar endins. La majoria dels atacs a humans es produeixen per error: quan l'aigua està tèrbola, el tauró que es troba buscant menjar no arriba a distingir entre un peix gros i les extremitats dels banyistes.
Segons alguns experts, els atacs de taurons a la costa de Recife són fruit de l'impacte ambiental provocat per la construcció del port de Suape, 30 km al sud de la capital pernambucana, que va afectar dos estuaris on els solraig clapejats o taurons toro es reproduïen. Altres fets contribueixen a l'aparició de taurons a la zona de la Praia de Boa Viagem, com els corrents marins que dirigeixen els animals cap a aquest tram de 20 quilòmetres de costa. Els esquals es troben amb dos canals d'aigües profundes i, quan hi entren, terminen en punts on hi ha un gran risc de contacte amb persones. Un altre aspecte a tenir en compte és l'abocament de residus orgànics en els rius que desemboquen a la ciutat, que atrau una quantitat creixent de peixos carronyaires, que al seu temps són predats pels taurons.
L'any 2007, el Comitè Estatal de Monitorització d'Incidències amb Taurons (CEMIT) va iniciar un procés d'instal·lació, en taurons capturats, d'uns sensors que permetessin el seguiment per satèl·lit, per tal d'avançar-se en cas d'aproximar-se a la costa i poder evacuar-la amb temps. El sistema cobreix l'àrea compresa entre les platges de Paiva i Pina. Avui en dia, tot i que els casos d'atacs estan baixant, les restriccions segueixen vigents.

### Criminalitat
L'any 2011, Recife tenia una taxa d'homicidis de 57,1 per cada 100.000 habitants. El 2013 s'havia reduït en més d'una tercera part, baixant a 36,82. Amb aquest resultat, Recife era la 39a ciutat més violenta del món. L'any 2014, Recife va tornar a augmentar la taxa, registrant 39,05 homicidis per 100.000 habitants, la 29a posició entre les ciutats més violentes del món.

## Demografia
| Creixement demogràfic | Creixement demogràfic | Creixement demogràfic |
| --------------------- | --------------------- | --------------------- |
| Any Cens              | Població              | Variació              |
| 1872                  | 116.671               |                       |
| 1890                  | 111.556               | −4,4%                 |
| 1900                  | 113.106               | 1,40%                 |
| 1920                  | 238.843               | 111,20%               |
| 1940                  | 348.424               | 45,90%                |
| 1950                  | 524.682               | 50,60%                |
| 1960                  | 797.234               | 51,90%                |
| 1970                  | 1.084.459             | 36,00%                |
| 1980                  | 1.240.937             | 14,40%                |
| 1991                  | 1.296.995             | 4,50%                 |
| 2000                  | 1.421.993             | 9,60%                 |
| 2010                  | 1.537.704             | 8,10%                 |
| Est. 2021             | 1.661.017             | 8,02%                 |
| Font: IBGE            |                       |                       |

### Ciutat
Fins a la dècada del 1960, Recife era la tercera ciutat més poblada del Brasil, només per darrere de São Paulo i Rio de Janeiro. En el cens de 1970 ja era la quarta, superada per Belo Horizonte. El boom demogràfic brasiler i les corrents migratòries camp-ciutat van afectar la capital Pernambucana en menor mesura que a altres grans ciutats del país. La superfície limitada del terme municipal va provocar que els nouvinguts només poguessin trobar residència a les localitats limítrofes, com Jaboatão dos Guararapes, Olinda i Paulista.

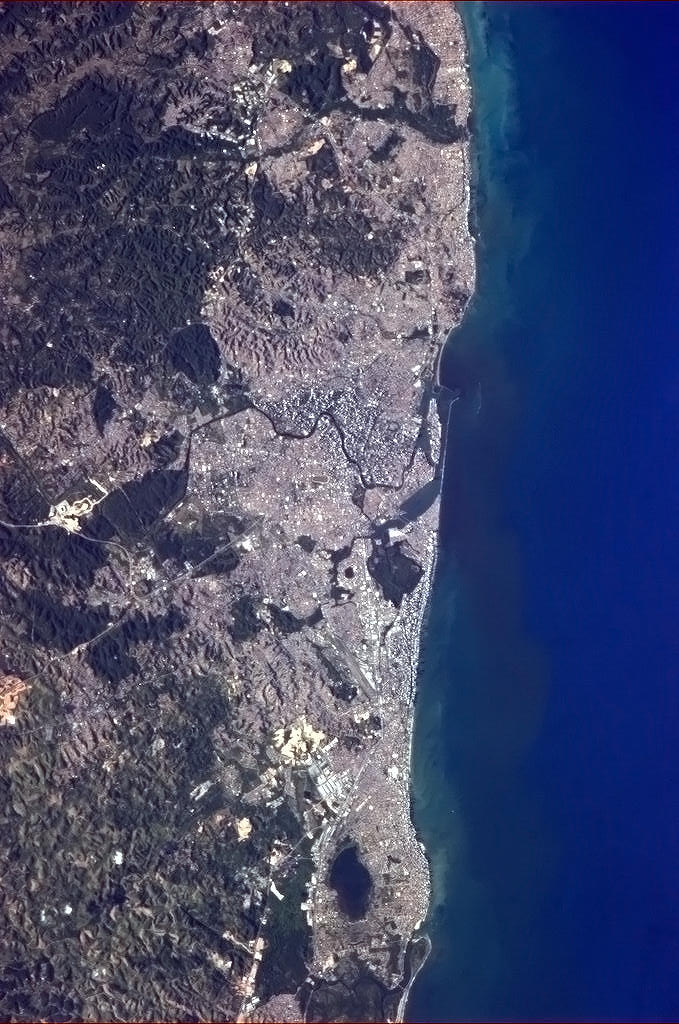
Imatge de satèl·lit de Recife i la seva Regió Metropolitana.

Recife suposa el 17,5% dels residents a Pernambuco i tota la població del municipi és considerada urbana. El 53,8% dels recifencs són dones, contra un 46,2% d'homes. La població major de 65 anys és el 8% del total, mentre que un 21% és menor de 15 anys. En la divisió que l'IBGE fa de color o raça, el 50% es declarava pardo (mestís), mentre que l'altre meitat es dividia entre blancs (41%), negres (8%) i grocs (1%). Menys de 4.000 residents a la ciutat havien nascut fora del Brasil. De la resta, els nascuts a Recife eren un 75% dels habitants, un 17% era originària d'altres localitats pernambucanes i un 8% d'altres indrets del país.

### Regió Metropolitana
La Regió Metropolitana de Recife va ser formalitzada legalment el 8 de juny de 1973. Està formada per 15 municipis: Abreu e Lima, Araçoiaba, Cabo de Santo Agostinho, Camaragibe, Goiana, Igarassu, Ilha de Itamaracá, Ipojuca, Itapissuma, Jaboatão dos Guararapes, Olinda, Moreno, Paulista, Recife i São Lourenço da Mata.
Segons el cens de 1970, hi habitaven 1.755.083 persones a l'RMR, sent la tercera major conurbació del país. Segons l'estimativa de 2021 (el cens de 2020 no es va poder realitzar a causa de la pandèmia de Covid-19), un total de 4.047.088 ciutadans resideixen en aquesta regió. A més de São Paulo i Rio, actualment les regions metropolitanes de Belo Horizonte i Porto Alegre són majors que la de Recife. Si, enlloc de parlar de regions metropolitanes, considerem les Regions Integrades de Desenvolupament (àrees metropolitanes que poden sobrepassen els límits estatals), la "Ride" de Recife és la sisena més poblada, superada també per la de Brasília.

## Divisió territorial
Conforme a la llei municipal 16.293, de 22 de gener de 1997, Recife se subdivideix en sis regions político-administratives (RPAs): Centre, Nord, Nord-oest, Oest, Sud-oest i Sud. Les RPAs, al seu torn, es divideixen en tres microrregions. Les 18 microrregions contenen els 94 barris de la ciutat, estipulats pel decret 14.452, del 26 d'octubre de 1988.

Segons l'últim cens oficial (2010), l'RPA Sud era la més poblada, amb 383 mil habitants, mentre que la Centre era la menor, amb 78 mil. Per barris, el més poblat era Boa Viagem (RPA S), amb 123 mil persones, mentre que el barri Pau-Ferro (RPA NO) tenia tan sols 72 veïns.

## Política i administració
Com qualsevol municipi del Brasil, Recife es troba administrat per dos òrgans: l'executiu i el legislatiu, que són independents entre sí. El batlle (prefeito) és el representant màxim de l'executiu, acompanyat pel gabinet. Els batlles son escollits en sufragi directe, per legislatures de quatre anys, que només poden optar a renovar de manera consecutiva en una ocasió. Des de 1975, la seu de l'alcaldia és el Palau Capibaribe Antônio Farias, que també acull la majoria de secretaries i serveis d'administració.
Al barri de Boa Vista es troba la Cambra Municipal de Recife, la seu del legislatiu. Des de 2013, està formada per 39 edils (vereadores). L'edifici de la Cambra és l'antiga seu de l'Escola Normal de Recife. Les seves funcions principals són redactar lleis, elaborar els pressupostos municipals i controlar la gestió de l'executiu.
Com Recife és la capital de l'estat de Pernambuco, també acull les seus dels tres poders estaduals: el Governador i el seu executiu es reuneixen al Palau del Camp de les Princeses; l'Assemblea Legislativa divideix les seves funcions entre el Palau Joaquim Nabuco i l'Edifici Miguel Arraes de Alencar; i el Palau de Justícia, edificat l'any 1924, és la seu del Tribunal de Justícia estatal.

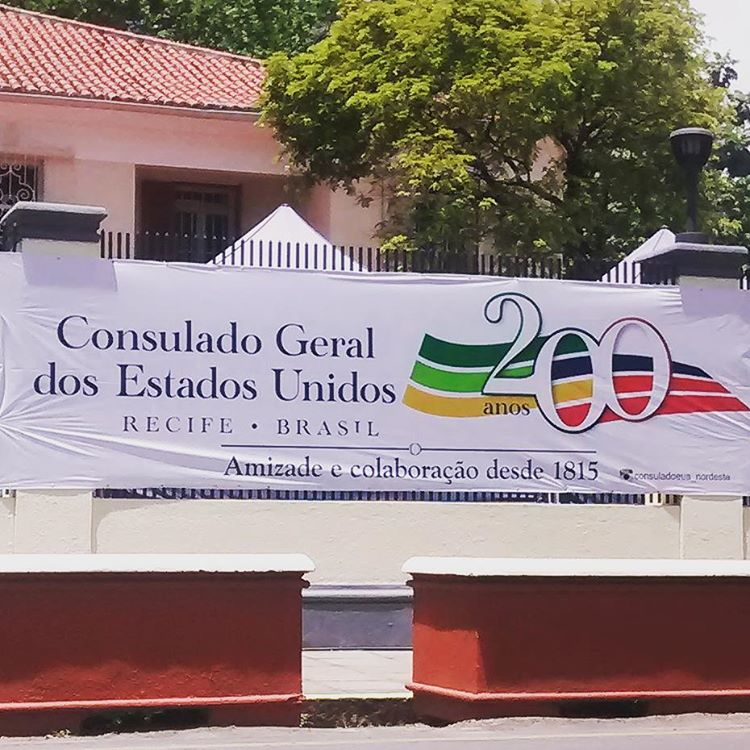
Pancarta del Consolat General dels EE.UU. amb motiu del II Centenari a la ciutat.

Per la seva importància (Recife és la quarta en ordre jeràrquic, darrera només de Brasília, Rio i São Paulo), a la capital pernambucana s'hi troben grans seus administratives d'organismes públics, com el Comandament Militar del Nord-est; una de les quatre divisions del control de trànsit aeri brasiler (Cindacta III), un dels set Comandaments de la Força Aèria Brasilera (II Comar) o un dels cinc Tribunals Federals Regionals; així com Delegacions regionals d'Hisenda, de la Seguritat Social (INSS) o d'Infraero (l'empresa aeroportuària nacional). A la ciutat hi ha diversos consolats generals, com els de la Xina, França, Alemanya, Regne Unit o Estats Units. Aquest últim, va fundar-se el 1815, tractant-se del primer en constituir-se a l'hemisferi sud i un dels més antics del món.
Recife està agermanada amb Amsterdam, Aveiro, Guangzhou, La Corunya, Nantes, Porto, Venècia i Vitória.

## Economia
L'any 2019, Recife va registrar un Producte Interior Brut nominal de 54.691 milions de reals (12.111 milions d'euros), amb un PIB per capita de 33.232,26 R$ (7.359,27 €). Dos terços de la renda municipal es crea en el sector terciari.
Un terç del PIB total pernambucà correspon a la ciutat. Recife pertany a la xarxa de ciutats de Mercosur ("mercociutats"). El gran desenvolupament d'algunes branques sectorials va fer néixer a capital centres d'excel·lència.

### Indústria

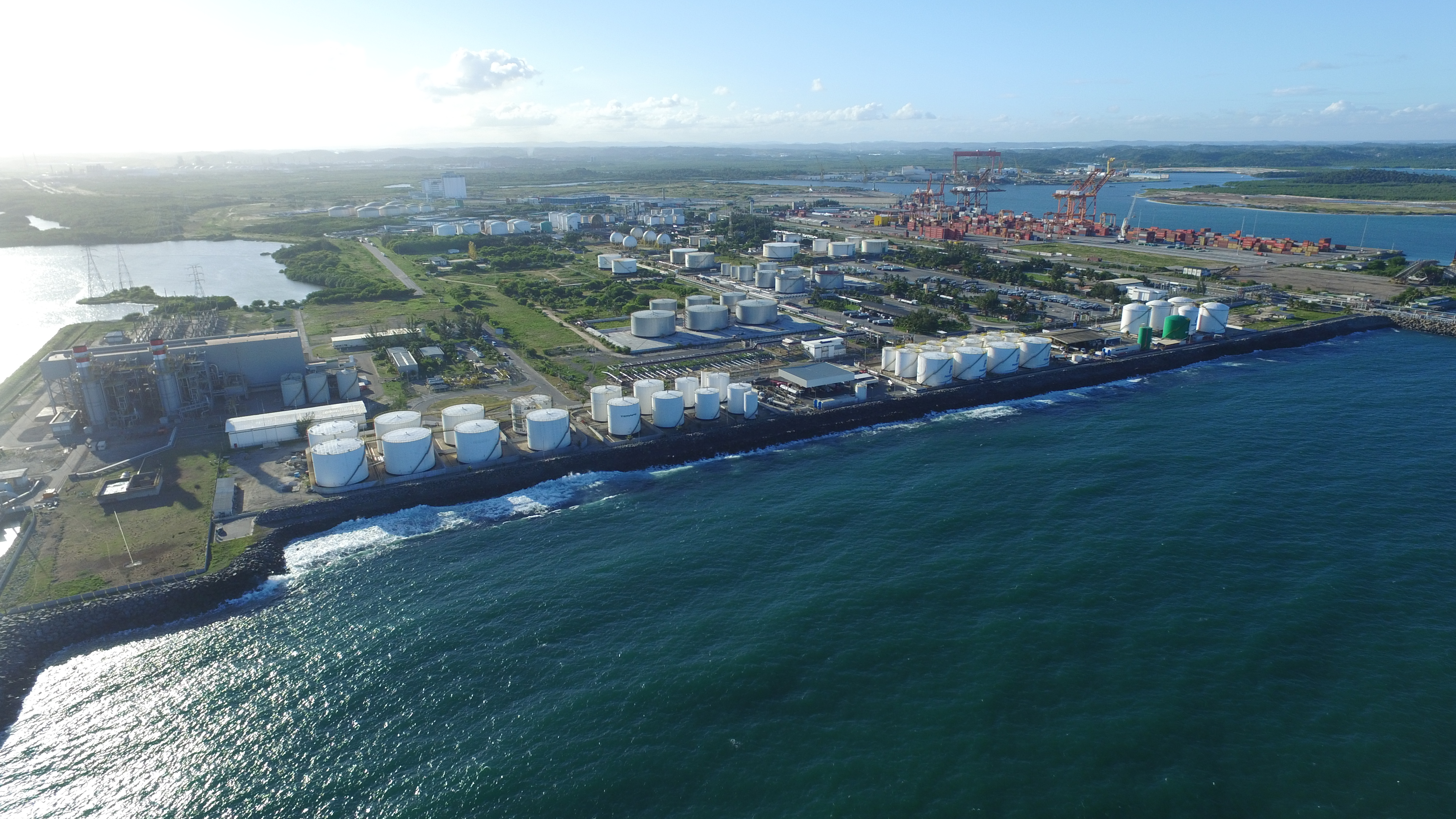
Complex industrial del port de Suape.

Entre les indústries més importants de l'àrea metropolitana es troba la fàbrica Fiat de Goiana i, sobretot, el complex industrial del port de Suape, que inclou la refineria Abreu e Lima i l'Estaleiro Atlântico Sul, la major drassana de l'hemisferi sud. Un altre negoci important a la ciutat és el de la construcció civil, perquè la ciutat és la tercera amb una concentració més alta de gratacels del Brasil.

### Turisme

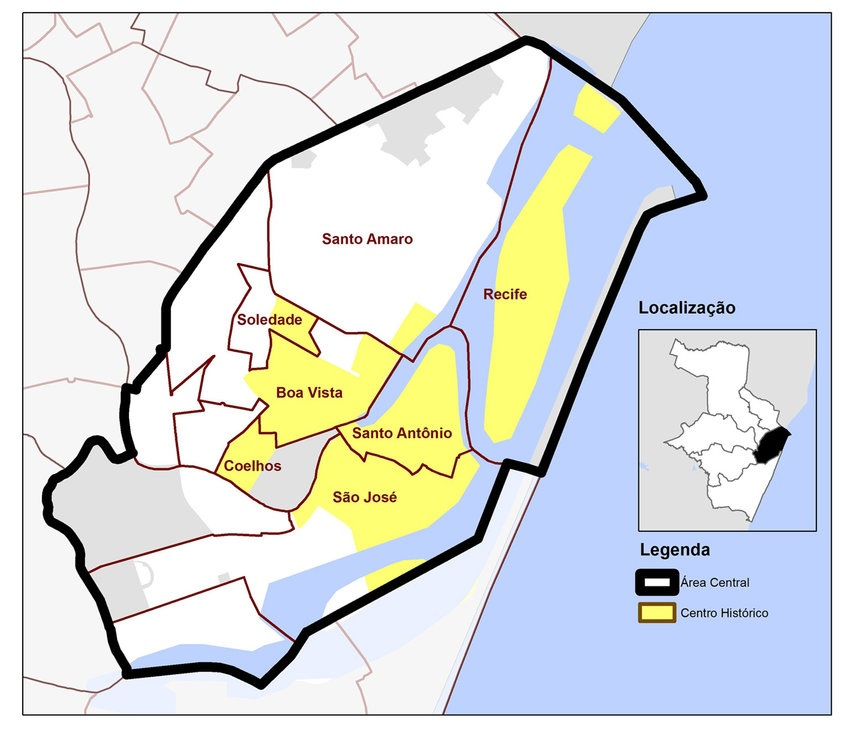
Centre històric de la ciutat.

Recife atrau turistes de tot el món, que poden gaudir de les manifestacions culturals, festes tradicionals, parcs, museus, esglésies barroques i construccions d'èpoques diverses. Gràcies a l'aeroport internacional Recife-Guararapes, la ciutat és un hub nacional, rebent viatgers que es distribueixen per Pernambuco i els estats circumdants.
Als barris de Santo Antônio, São José, Recife, Boa Vista i Santo Amaro es troben la majoria d'edificis històrics i places de la ciutat: la plaça Marco Zero, el centre d'artesania, la Caixa Cultural, la Capella Daurada, la sinagoga Kahal Zur, el Paço do Frevo, el de l'Arsenal i el de l'Alfandega, la torre Malakoff, el fort Brum, els ponts de Boa Vista, Limoeiro, Nassau, Duarte Coelho o Buarque de Macedo, el mercat de São José (el primer mercat públic del Brasil) o els edificis històrics, com el Palácio do Campo das Princesas.

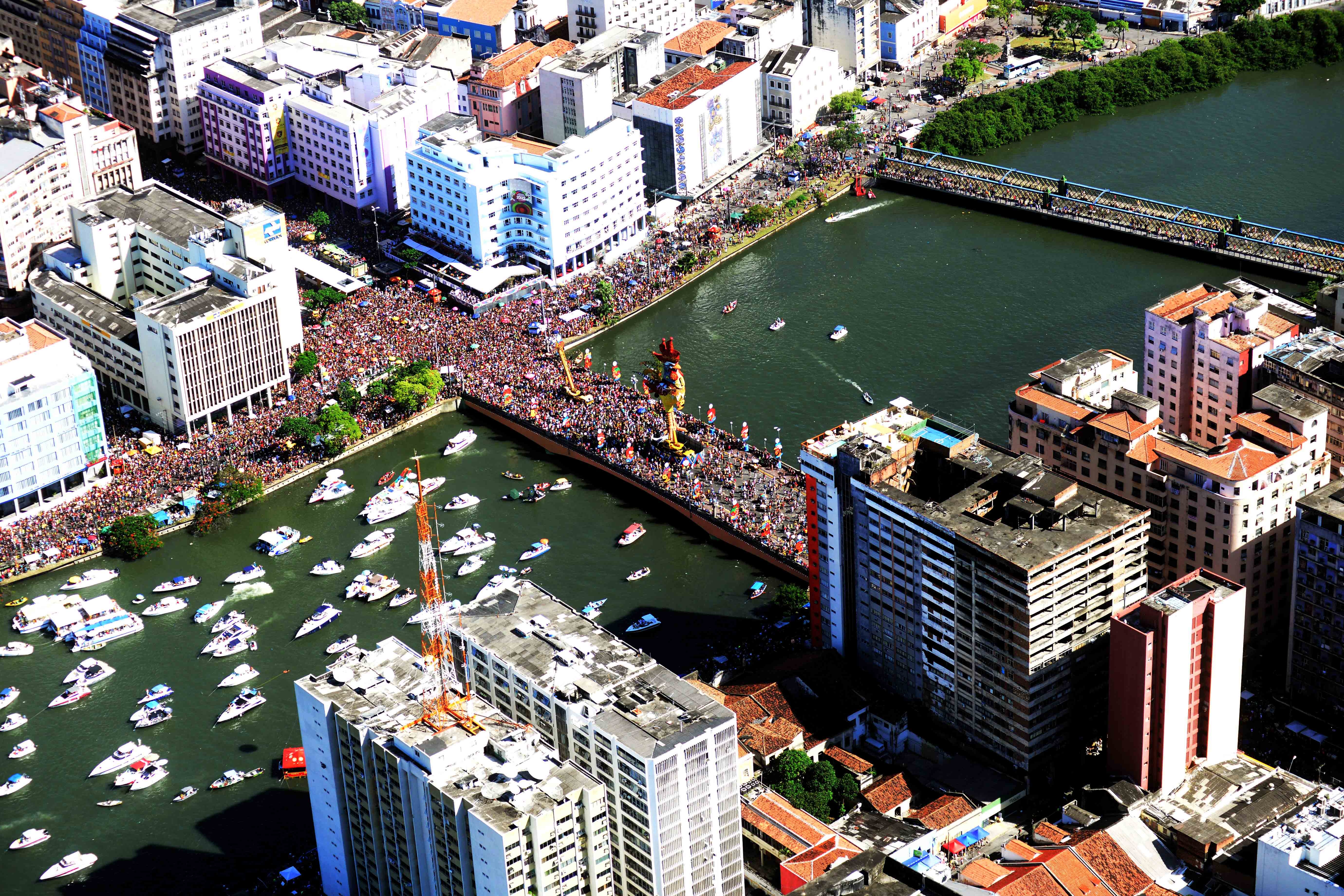
Vista aèria del bloco carnavalesco del Galo da Madrugada.

Els Carnavals de Recife i Olinda són considerats els més democràtics i culturalment diversos del país. Són coneguts pels gegants o bonecos d'Olinda, pels ritmes musicals del frevo i el maracatu i pel seguici del Galo da Madrugada, que des de 1995 figura en el llibre Guinness com el de major nombre de participants.
La ciutat és coneguda com la capital brasilera dels naufragis i atrau submarinistes de tot el món per la seva rica vida marina i les seves aigües tranquil·les i cristal·lines, amb temperatures que ronden els 30 graus. També se la coneix com la Capital Embruixada i existeix una ruta turística anomenada "Recife Mal Assombrado" (Recife embruixat o encantat) que visita monuments com la Cruz do Patrão. Les llegendes d'encanteris van inspirar l'escriptor Gilberto Freyre per escriure la seva novel·la Assombrações de Recife velho. Una altra activitat que té molt bona rebuda entre els visitants de Recife són els recorreguts en catamarà pel riu Capibaribe, que permet fer un repàs guiat a la història de la ciutat.

## Cultura

### Arquitectura
Tot i comptar amb un dels cinc majors patrimonis del barroc brasiler, Recife no té el títol de Patrimoni Cultural de la Humanitat de la Unesco (al contrari d'Olinda). Aquest fet és atribuït a la demolició i descaracterització de gran part del seu centre històric. Emperò, la ciutat posseeix exemplars d'excepcional importància, catalogats i protegits per l'IPHAN. Les destruccions del patrimoni històric recifenc (com, per exemple, els passeigs de Paraíso i de Corpo Santo), van donar peua la modernització de l'àrea central i la construcció d'avingudes, com la Guararapes i la Dantas Barreto.

### Religió
D'acord amb el cens de 2010, un 14,6% de la població recifenca no era creient, mentre que un 54,3% era catòlica, un 25% eren evangèlics, un 3,5%, espírites i el 2,6% restant professaven altres fes.
La diòcesi d'Olinda i Recife fou creada el 16 de novembre de 1676. Fou elevada a la categoria d'arxidiòcesi el 5 de desembre de 1910. La seu és la Catedral d'Olinda, mentre que Recife té una subseu, la Cocatedral de Sant Pere dels Clergues.
Del barroc eclesiàstic de la ciutat, destaquen la basílica i convent de Nossa Senhora do Carmo, l'església de Santa Teresa d'Ávila, l'església matriu del Santíssim Sacrament de Sant Antoni i la Capela Dourada.

### Gastronomia

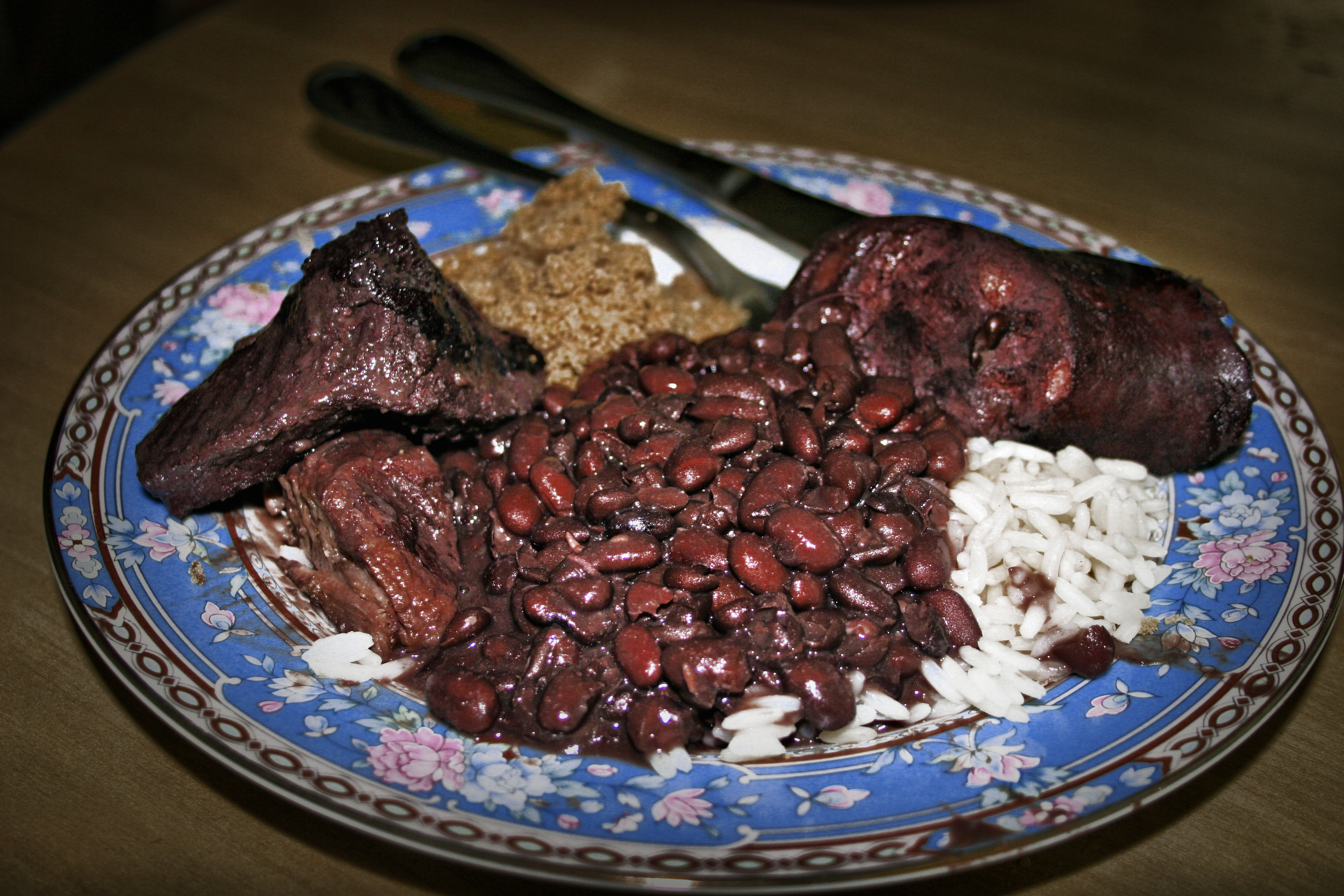
La feijoada brasilera va néixer a Recife.

Recife és el tercer pol gastronòmic del país, segons l'Associació Brasilera de Bars i Restaurants. S'hi troba, per exemple, el Restaurant Leite, el més antic del Brasil. Els carrers amb major i millor presència de negocis de restauració, destaquen la Rua da Hora (barri d'Espinheiro) i la Rua Capitão Rebelinho (barri de Pina).

### Literatura
L'abolicionista recifenc Joaquim Nabuco va escriure Minha Formação, obra clàssica de la literatura brasilera publicat el 1900. Anys més tard, el 1922, durant la Setmana d'Art Modern de São Paulo, es recita el poema Os sapos, de Manuel Bandeira, un dels artífexs del moviment.
Gilberto Freyre, un dels més importants sociòlegs del segle xx, va guanyar-se un lloc en la història del país mercès a la seva novel·la Casa-Grande & Senzala, que demostra en un al·legat anti-racista la importància dels esclaus per a la formació identitària del país. João Cabral de Melo Neto ha estat l'únic escriptor brasiler en guanyar el premi Neustadt i va sonar durant temps com aspirant al Nobel de Literatura.
Un altre recifenc, Paulo Freire, és un dels pensadors més notables de la història de la pedagogia mundial i el més aclamat educador crític. És el brasiler més homenatjat de tots els temps, amb 41 títols de Doctor Honoris Causa, incloent els de Harvard, Cambridge i Oxford. En el món del teatre, també destaca la figura de Nelson Rodrigues, el dramaturg més influent del país. L'escriptora Clarice Lispector, originària d'Ucraïna, es declarava pernambucana per haver viscut la seva joventut a la ciutat.

### Música i ball
El maracatú (Maracatu nação o Maracatu de baque virado), és una manifestació cultural de la música tradicional afrobrasilera de Pernambuco. El registre més antic data de 1711, però l'any del seu origen és incert. Un dels maracatús més antics és el Maracatu Elefante, fundat el 15 de novembre de 1800 a Recife per l'esclau Manuel Santiago. L'elecció de l'elefant com a nom i símbol de l'associació es va deure al fet que aquest animal està protegit per Oxalà, un dels molts orixàs del Candomblé. Una de les peculiaritats d'aquest maracatú és el costum de portar tres calungas (nines negres) en comptes de dos, com és habitual en altres maracatús. Són: Dona Leopoldina, Dom Luís i Dona Emília, que representen els orixàs Iansã, Xangô i Oxum, respectivament. Una altra característica única del Maracatu Nação Elefante és el fet que va ser el primer en ser dirigit per una matriarca, ja que fins aleshores els maracatus sempre havien estat governats per una figura masculina.
El frevo, un dels principals gèneres musicals i de ball de Recife i símbol del Carnaval de Recife–Olinda, es caracteritza pel ritme ràpid i uns passos que recorden la capoeira, una altra expressió cultural que té un dels seus bressols a Pernambuco. Aquest gènere ja ha descobert i influït en grans músics. Abans de la creació de la música axé als anys 80, el frevo també sonava al Carnaval de Salvador. En una cerimònia celebrada a París, França, l'any 2012, la UNESCO va aprovar per unanimitat el nomenament del frevo com a Patrimoni Cultural Immaterial de la Humanitat.
A la dècada del 1990 va aparèixer a la capital de Pernambuco el Manguebeat, un moviment de contracultura que barreja ritmes regionals, com el maracatu, amb rock, hip hop, funk i música electrònica. Les seves principals crítiques són l'abandonament socioeconòmic del manglar i la desigualtat de Recife. Tot i haver nascut en realitat als anys 70, amb el guitarrista Robertinho do Recife, el manguebeat té en Chico Science a la seva gran icona. El difunt líder de la banda Nação Zumbi, va ser el creador del segell mangue i el principal impulsor de les idees, ritmes i protestes del moviment. Un altre gran responsable del creixement del gènere va ser Fred Zero Quatro, vocalista de la banda Mundo Livre S/A, que va crear l'any 1992 el primer manifest sobre el ritme, titulat "Crancs amb cervell".

### Cinema

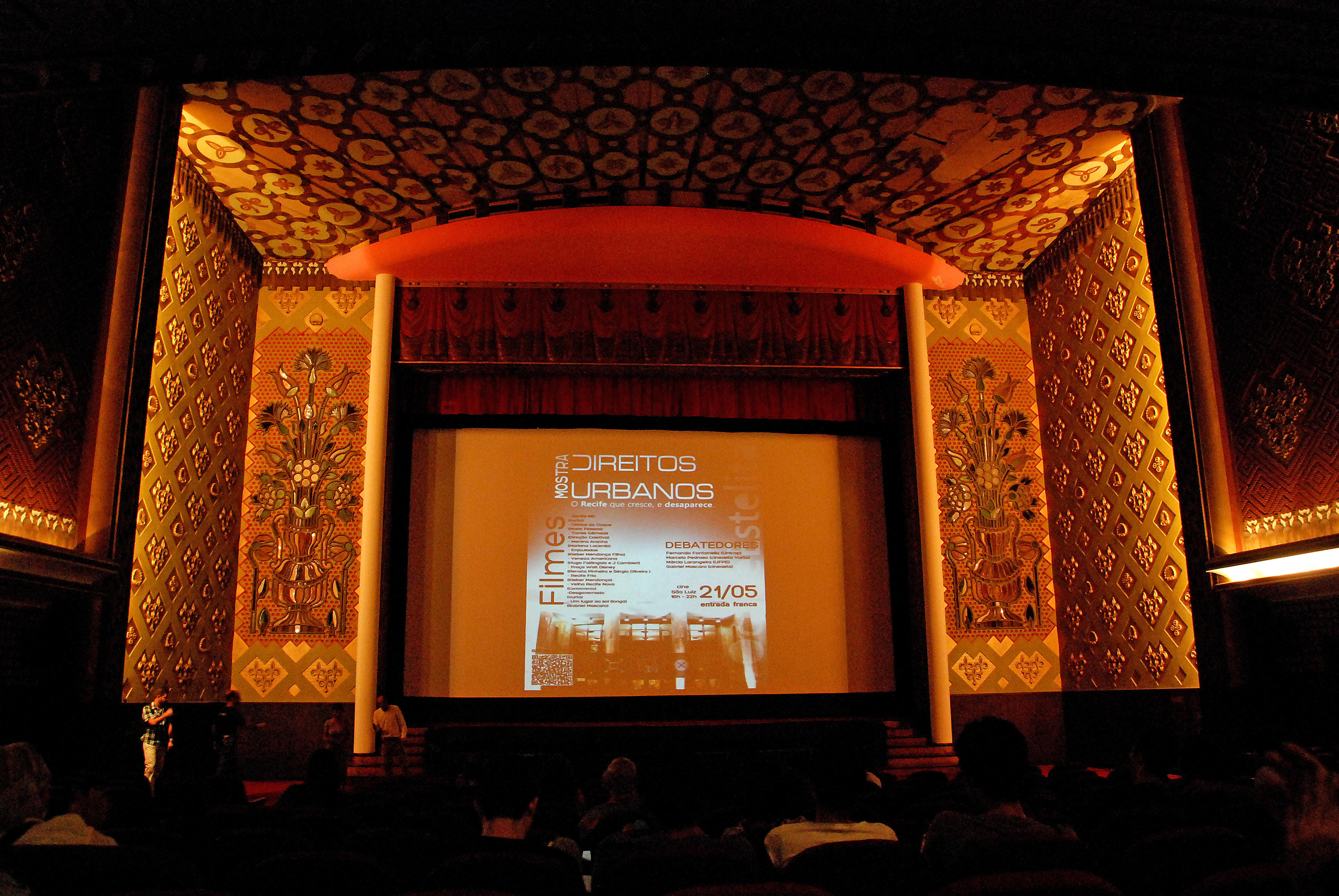
El Cinema São Luiz va ser inaugurat l'any 1952 i forma part dels monuments històrics protegits de la ciutat.

Entre les moltes pel·lícules filmades o ambientades en Recife, trobem drames com Baile Perfumado (1996), Amarelo Manga (2002), Cinema, Aspirinas e Urubus (2005), Febre do Rato (2012), O Som ao Redor (2013) o Aquarius (2016), i comèdies com O Auto da Compadecida (1999), Caramuru: A Invenção do Brasil (2001), Lisbela e o Prisioneiro (2003), A Máquina (2005), Fica Comigo Esta Noite (2006) i O Bem Amado (2010), de gran projecció nacional i internacional.
La ciutat ha vist créixer cineastes consagrats al país, com Marcelo Gomes, Kleber Mendonça Filho, Cláudio Assis, Heitor Dhalia, Lírio Ferreira, Gabriel Mascaro, Hilton Lacerda o Daniel Aragão.

### Espais culturals
El municipi acull diversos espais culturals de la més diversa índole. El Teatre de Santa Isabel és un teatre monumental, que forma part del conjunt arquitectònic i paisatgístic de la Plaça de la República, junt amb el Palau del Campo das Princesas, el Palau de Justícia i el Liceu de Pernambuco. Hi destaquen també el Gabinete Português de Leitura de Pernambuco, l'Arxiu Públic de Pernambuco, el Museu Franciscà d'Art Sacre, el Museu Militar de la Fortalesa Brum, el Museu del Tren, el Museu d'Art Modern Aloísio Magalhães, la Caixa Cultural, el Centre Cultural de Correus o l'Arxiu Històric Jueu de Pernambuco, entre d'altres.
A la ciutat es localitza l'Institut Arqueològic, Històric i Geogràfic Pernambucà, el més antic del Brasil, que conté l'arxiu documental més important sobre el Brasil Holandés. Al centre històric de Recife es troben el Cais do Sertão i el Paço do Frevo. A São José es troba el Museu de la Ciutat de Recife, instal·lat a la Fortalesa de les Cinc Punxes. A la zona nord hi ha el Museu de l'Estat de Pernambuco (barri de Graças), el Museu de l'Home del Nord-est (barri de Casa Forte), la Fundació Gilberto Freyre (barri d'Apipucos) i el Museu de l'Abolició (barri de Madalena). També cal mencionar espais com l'Academia Pernambucana de Letras i la Fundació Joaquim Nabuco.
Encara hi ha mercats públics tradicionals repartits pel municipi, com els de São José, Boa Vista, Madalena, Casa Amarela i Encruzilhada, que constitueixen una ruta cultural força entretinguda. La Casa da Cultura és el major punt de venda d'artesania de la localitat. Al barri de Várzea se situen dos dels punts turístics més cercats de Recife: el Taller Francisco Brennand, amb un fons de més de dues mil peces entre escultures i pintures, i l'Institut Ricardo Brennand, um complex arquitectònic d'estil medieval, rodejat d'un gran parc.

### Esports
Com en tot el Brasil, l'esport majoritari a Recife és el futbol. Els tres clubs més importants de la ciutat són l'Sport Club Recife, el Santa Cruz Futebol Clube i el Clube Náutico Capibaribe:
| Club                     | Sport Club Recife      | Santa Cruz Futebol Clube | Clube Náutico Capibaribe |
| ------------------------ | ---------------------- | ------------------------ | ------------------------ |
| Fundació                 | 1905                   | 1914                     | 1901                     |
| Estadi                   | Estádio Ilha do Retiro | Estádio do Arruda        | Estádio dos Aflitos      |
| Capacitat                | 26.418                 | 60.044                   | 22.856                   |
| Temporades en 1ª divisió | 42                     | 24                       | 34                       |
| Títols nacionals         | 1 lliga, 1 copa        | -                        | -                        |
| Campionats pernambucans  | 42                     | 29                       | 23                       |

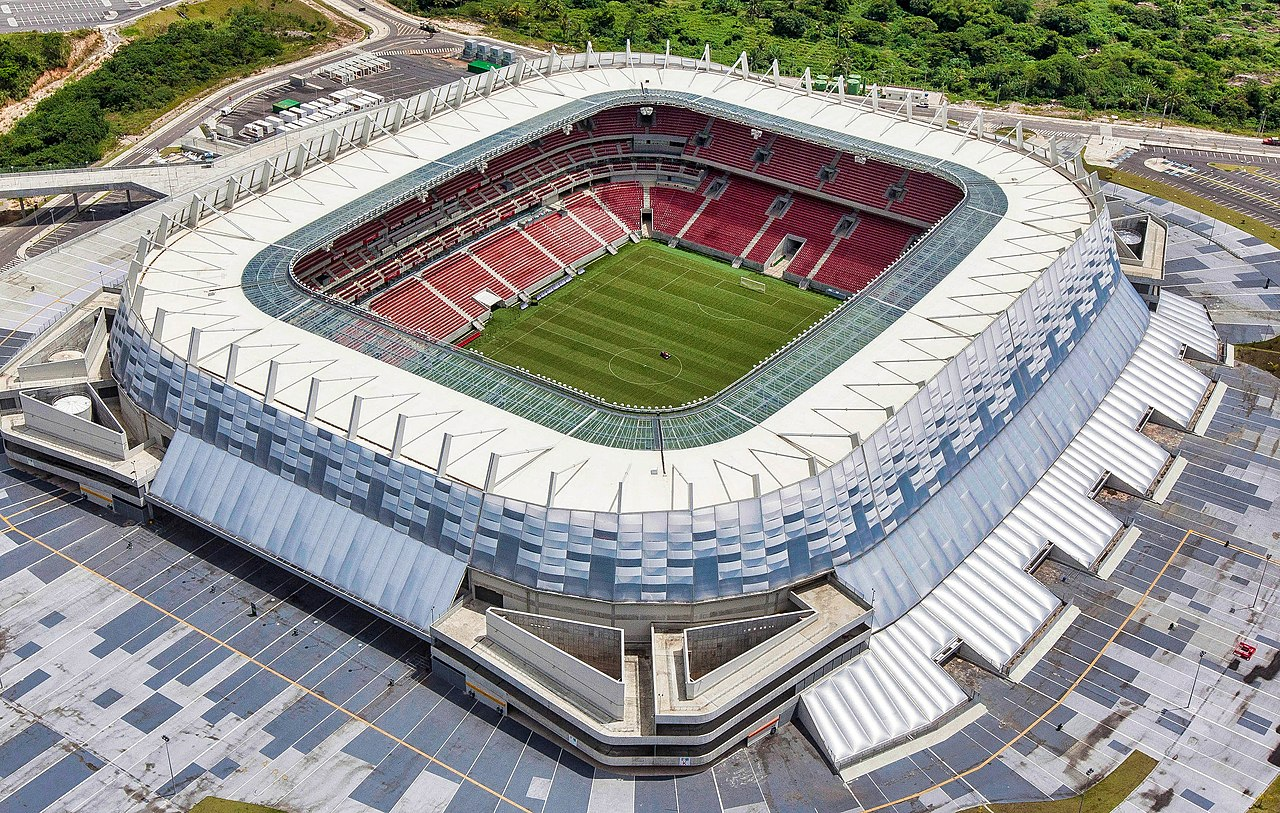
Estádio Arena de Pernambuco.

A Recife es van disputar partits de la Copa del Món de 1950, la Copa Confederacions de 2013 i la Copa del Món de 2014. Per aquests dos últims esdeveniments es va construir un nou estadi, l'Arena de Pernambuco, que de fet està situat a la localitat de São Lourenço da Mata, a la RMR.
Dintre de l'estat, la capital és la clara dominadora.El Campionat Pernambucà, que es disputa des de 1915, només ha tingut un club guanyador de fora de Recife: el Salgueiro Atlético Clube, en la temporada 2020.
A banda del futbol, l'Sport Clube Recife també participa en altres disciplines esportives. És un dels tres equips brasilers en guanyar el Campionat Sud-americà d'hoquei sobre patins (2013). Entre els equips femenins, la secció de basquetbol ha guanyat títols nacionals (2013) i continentals (2014).

## Fills il·lustres
- Escriptors: Valdemar Oliveira, Manuel Bandeira, João Cabral de Melo Neto, Gilberto Freyre
- Músics: Lenine
- Catedràtics: Joaquim Cardozo, Paulo Freire, Leopoldo Nachbin
- Futbolistes: Rivaldo, Catanha

## Galeria

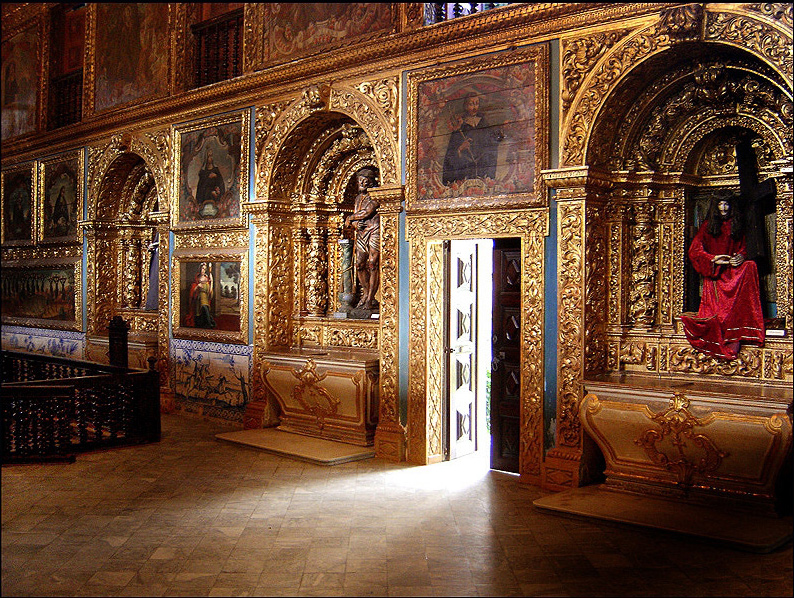
Capella Daurada
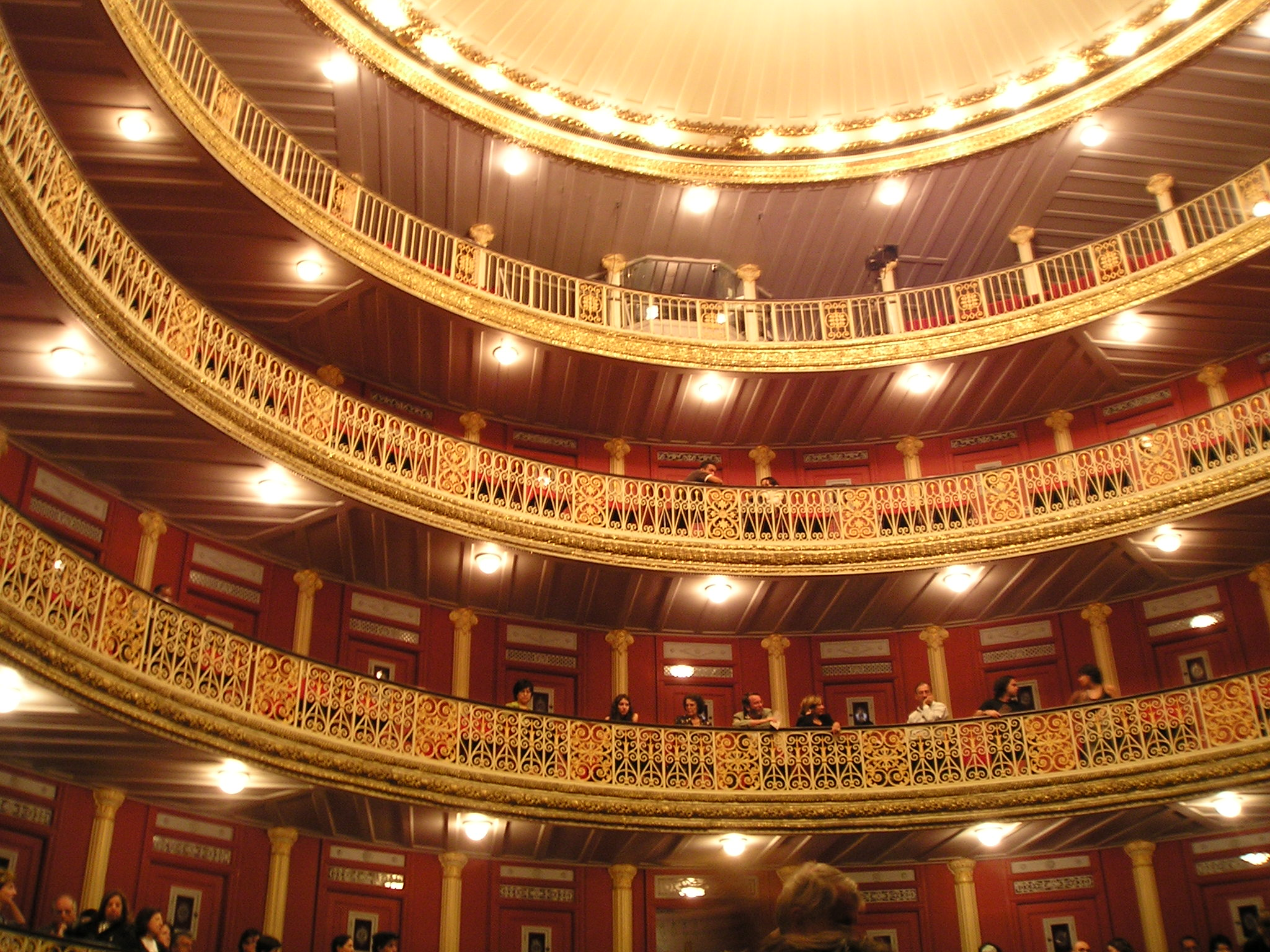
Teatre Santa Isabel
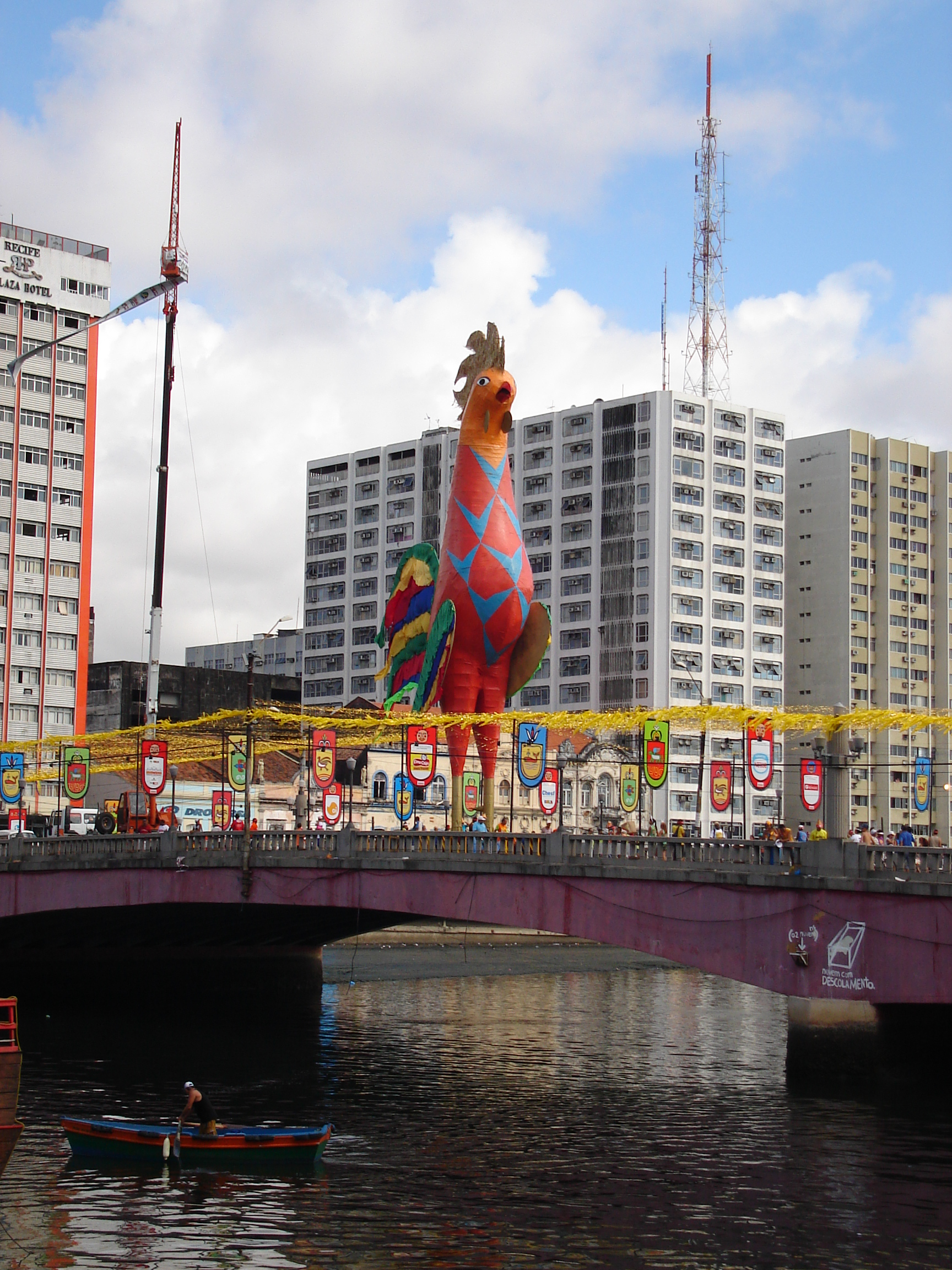
Carnestoltes - Galo da Madrugada
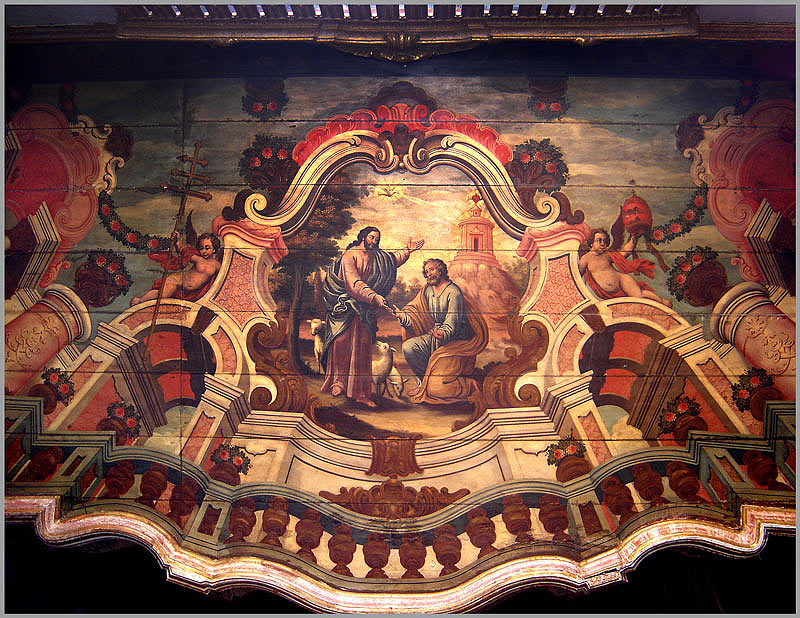
Església de São Pedro dos Clérigos
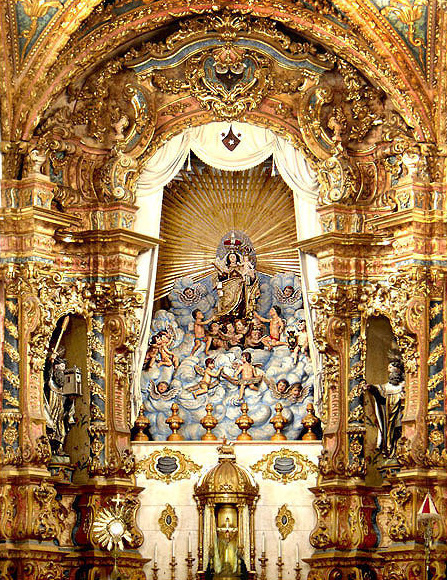
Basílica de Nossa Senhora do Carmo
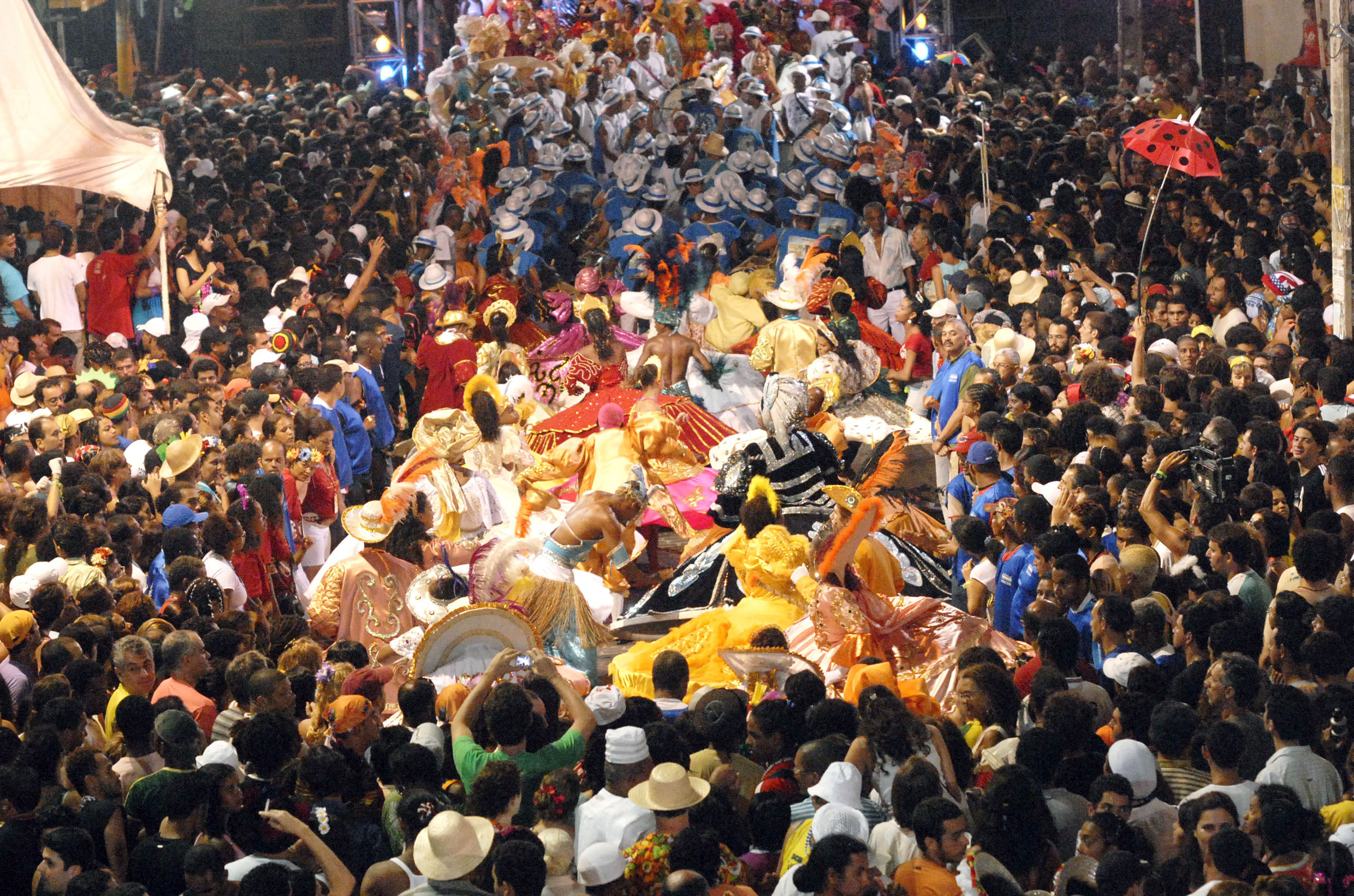
Carnestoltes - Nit dels tambors silenciosos
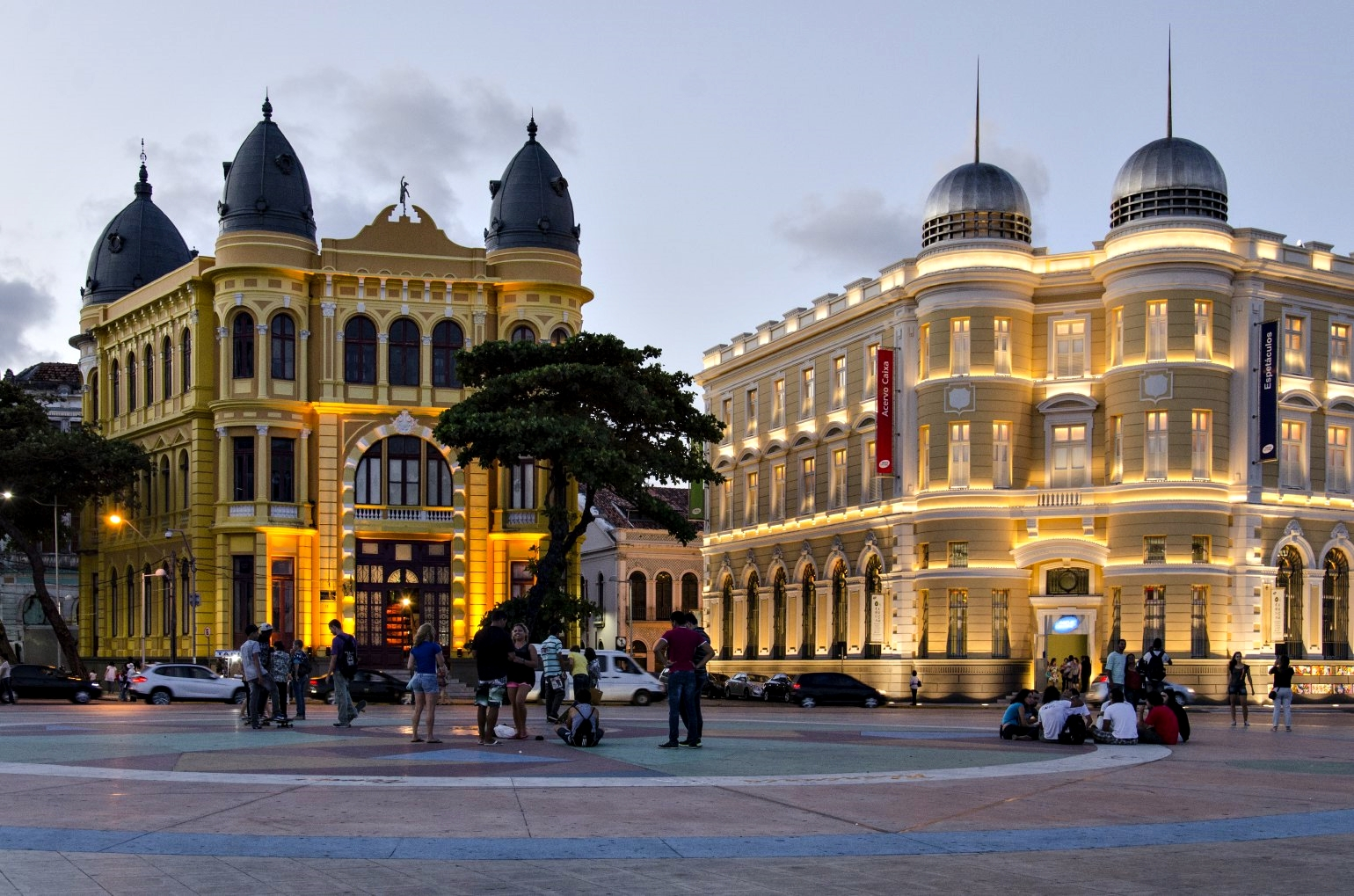
Plaça del Marco Zero
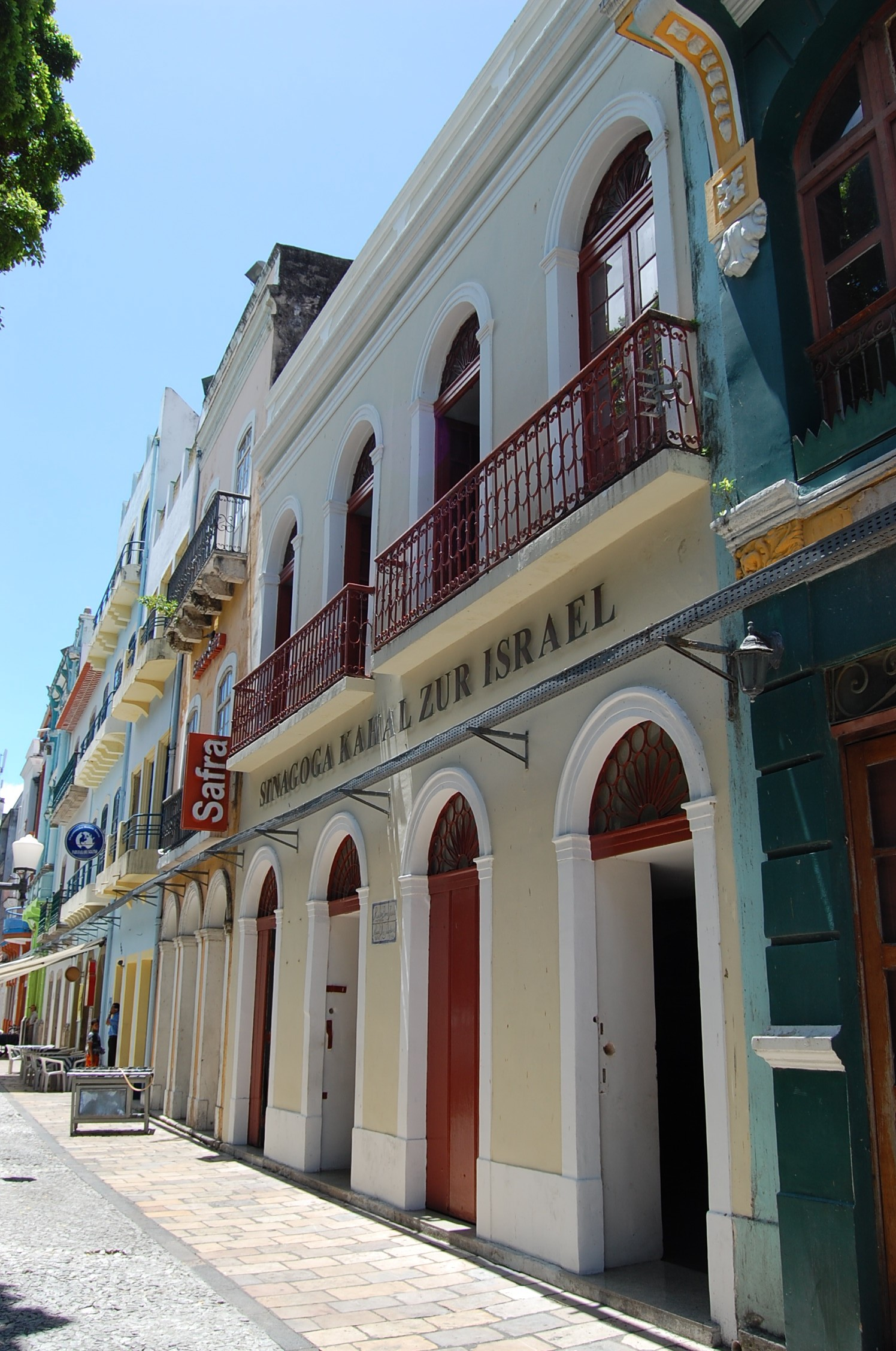
Sinagoga Kahal Zur